# Heckenkirschen
Die Heckenkirschen und Geißblätter (Lonicera) sind eine Pflanzengattung in der Familie der Geißblattgewächse (Caprifoliaceae). Die etwa 180 Arten sind auf der Nordhalbkugel weitverbreitet.
Als „Heckenkirschen“ werden vor allem die strauchig wachsenden Arten bezeichnet, bei denen die Blüten paarweise stehen. Die aus einem Blütenpaar hervorgehenden Beeren sind bei manchen Arten zu einer Doppelbeere verwachsen (diese Arten heißen auch Doppelbeere). Die Lianen (mit mehrblütigen Blütenständen) werden dagegen meist als „Geißblatt“, umgangssprachlich auch als Jelängerjelieber, bezeichnet.

## Beschreibung

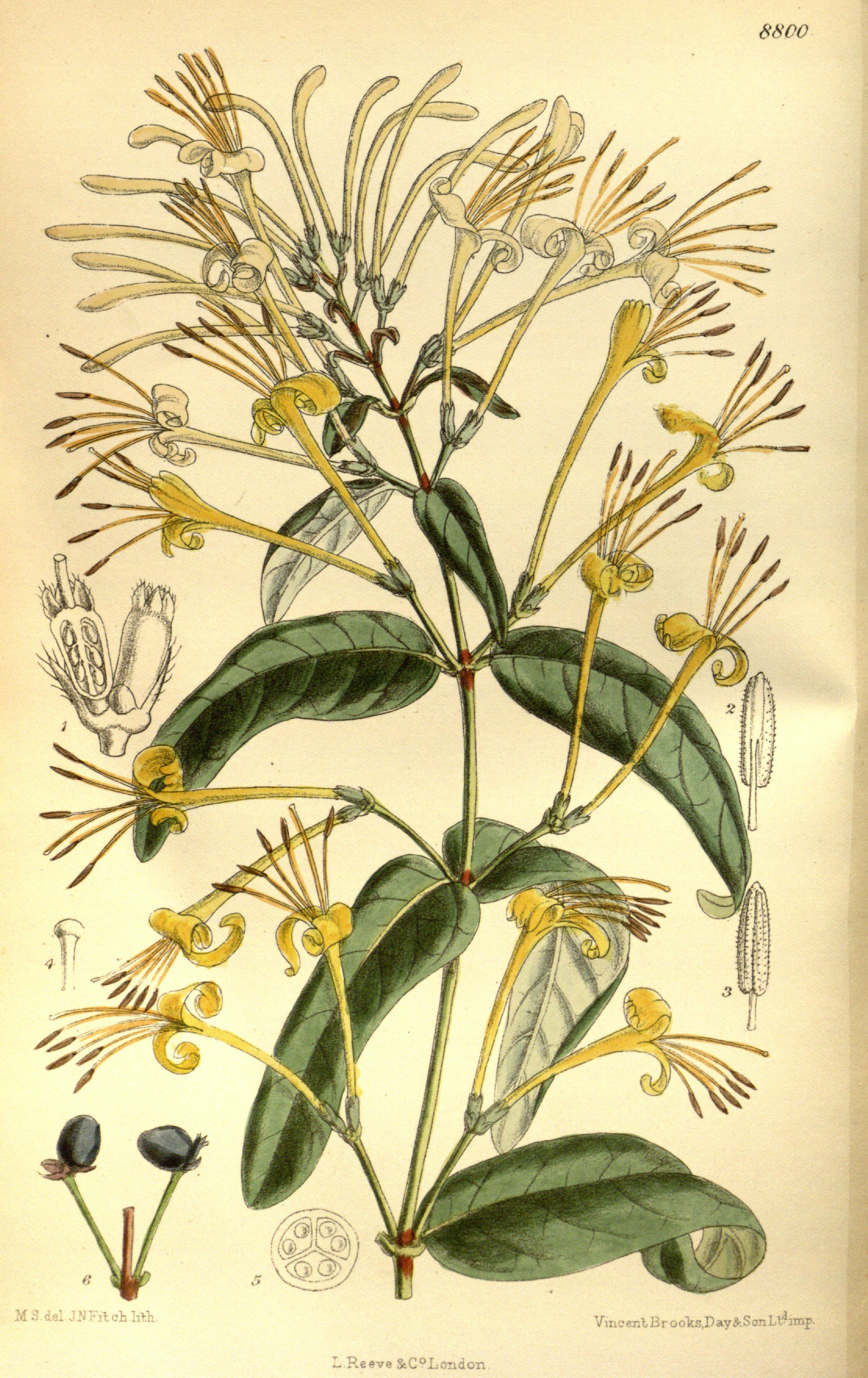
Illustration von Lonicera macrantha

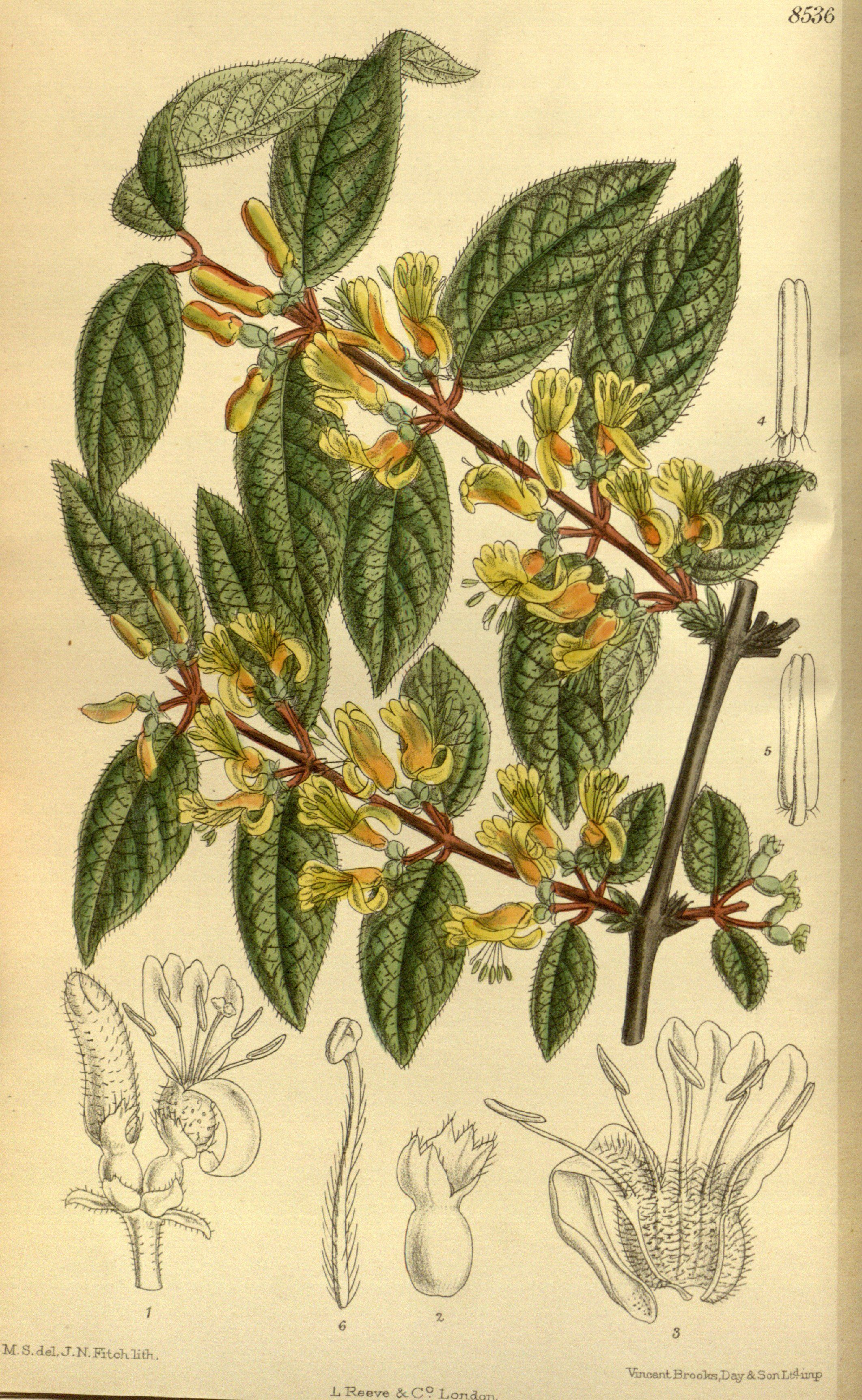
Illustration von Lonicera trichosantha var. deflexicalyx

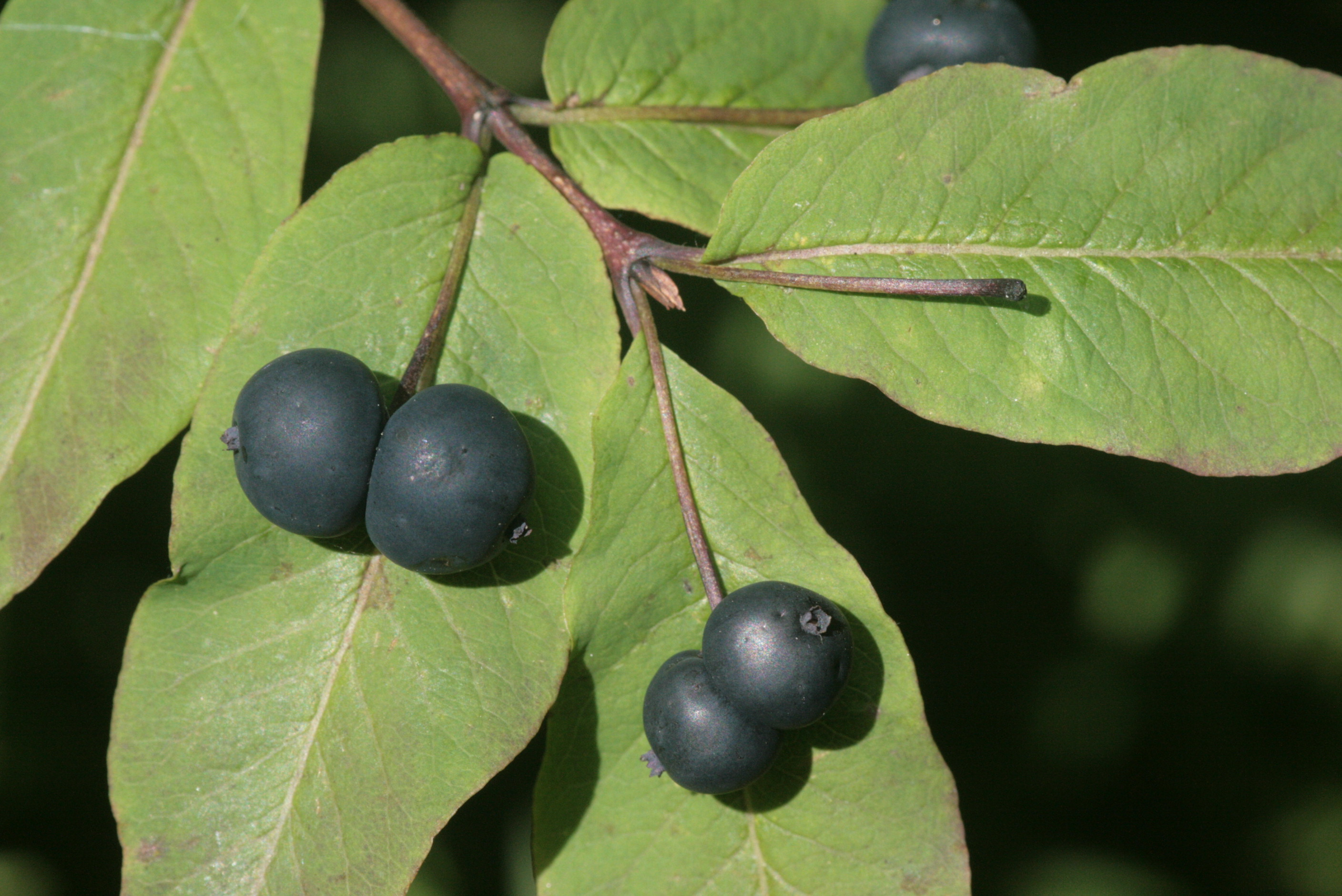
Schwarze Heckenkirsche (Lonicera nigra) mit Früchten

### Erscheinungsbild, Knospen und Blätter
Lonicera-Arten sind immergrüne oder laubabwerfende, verholzende Pflanzen, die meist als Sträucher oder rechtswindende Lianen, selten als Bäume wachsen. Die Sprossachsen sind bei manchen Arten hohl. Die Winterknospen besitzen ein bis einige Paare gerundete oder spitz vierkantige Knospenschuppen, wobei die inneren manchmal weiterwachsend oder zurückgebogen sind. Manchmal ist die Endknospe reduziert und von zwei Seitenknospen ersetzt.
Die meist gegenständig oder selten wirtelig angeordneten Laubblätter sind gestielt oder ungestielt. Die Blattspreiten sind meist einfach mit ganzen oder selten gezähnten Blatträndern. Nebenblätter fehlen meist.

### Blütenstände und Blüten
Oft stehen unter den Blütenständen ein oder zwei Paare kleiner oder laubblattartiger Hochblätter. Die seiten- oder endständigen, manchmal auf Blütenstandsschäften stehenden, schirmtraubigen Gesamtblütenstände bestehen aus gegenständigen, sitzenden, zymösen Teilblütenständen, die ein bis mehrere Blüten enthalten; manchmal ist der Blütenstand kopfförmig. Bei einigen Arten ist der Blütenstand auf ein Blütenpaar, selten auch eine oder drei Blüten reduziert. paarweise in den Blattachseln oder in endständigen kopfigen Blütenständen zusammen. Die Blüten stehen über einem Paar von äußeren und oft auch inneren Deckblättern, die, wenn vorhanden, meist frei, manchmal mehr oder weniger stark verwachsen sind und gelegentlich die Fruchtknoten umhüllen können.
Die zwittrigen Blüten sind zygomorph und meist fünf-, selten vierzählig mit doppelter Blütenhülle. Die meist fünf, selten vier Kelchblätter sind röhrig oder becherförmig (oder ein Blütenbecher) verwachsen, manchmal gestutzt; manchmal befindet sich an ihrer Basis eine kragenähnliche Emergenz. Die Farben der Kronblätter reichen von weiß über weißlich bis gelb und von rötlich bis purpurrot, oft ändert sich die Farbe beim Verblühten. Die meist fünf, selten vier Kronblätter sind zu einer mehr oder weniger langen bis sehr langen, glockenförmigen bis trichterförmigen Kronröhre verwachsen. Die Krone endet mit mehr oder weniger regelmäßigen vier oder fünf Kronzipfeln oder zweilippig. Wenn die Krone zweilippig ist, dann ist die Oberlippe vierlappig. Nach der Entfaltung der Knospe ist die Kronröhre noch geschlossen und sieht dann keulenförmig aus. Der verdickte Teil spaltet sich dann in einen einzelnen, nach unten zeigenden Zipfel, welcher eine Unterlippe darstellt, und vier (bei vielen Arten weitgehend miteinander verwachsene) Zipfel, die nach oben zeigen. Die Kronröhre ist leicht bis stark gewölbt an der Unterseite zur Basis hin, selten ist ein Sporn vorhanden; dort befinden sich kompakte, sitzende Nektardrüsen, manchmal in fünf gleichmäßigen Linien; selten sind sie angeschwollen an der Basis des Griffels.
Es ist ein Kreis mit fünf Staubblättern vorhanden. Meist zwei bis drei, selten bis zu fünf Fruchtblätter sind zu einem unterständigen, zwei- bis drei-, selten bis zu fünfkammerigen Fruchtknoten verwachsen. Wenn die Blüten paarweise zusammen stehen, dann können die Fruchtknoten teilweise oder vollständig verwachsen sein (Syngynium). Der lange und dünne, behaarte oder kahle Griffel endet in einer kopfigen Narbe.

### Früchte und Samen
Die Beeren stehen einzeln oder als Doppelbeere in Paaren. Die bei Reife sich weiß, rot, blau-schwarz bis schwarz färbenden oder grünen, manchmal bereiften Beeren enthalten ein bis viele Samen. Manchmal wachsen die Deckblätter bis zur Fruchtreife und umhüllen dann die Doppelbeere. Die glatten, narbigen oder granulösen Samen besitzen viel Endosperm und einen kleinen, geraden, gerundeten Embryo.

## Ökologie
Die verschiedenen Arten sind an Nachtfalter (speziell Schwärmer), Hummeln, Bienen, Wespen oder Schwebfliegen als Bestäuber angepasst (Entomophilie).

## Systematik und Verbreitung
Die Gattung Lonicera wurde durch L. 1753 in Species Plantarum aufgestellt. Als Lektotypus wurde Lonicera caprifolium L. 1913 durch N. L. Britton und A. Brown festgelegt. Homonyme sind Lonicera Boehm. in Definitiones Generum Plantarum ed. 3 Boehmer, 1760. 139, Lonicera Gaertn. in De Fructibus et Seminibus Plantarum ..., 1, 1788, S. 132, Lonicera Adans. in Familles des Plantes, 2, 1763, S. 157. Weitere Synonym für Lonicera L. sind: Xylosteon Mill., Caprifolium Miller, Euchylia Dulac. Der Gattungsname Lonicera ehrt den deutschen Mathematiker, Arzt und Botaniker Adam Lonitzer (1528–1586) (latinisiert als Lonicerus).
Die Gattung Lonicera gehört zur Tribus Caprifolieae innerhalb der Familie der Caprifoliaceae.
Die Gattung Lonicera ist auf der Nordhalbkugel weitverbreitet. Lonicera-Arten gedeihen hauptsächlich in den Gemäßigten Gebieten. Sie kommt in Nordafrika, Eurasien und Nordamerika vor. In China kommen etwa 57 Arten vor, davon 23 nur dort.
In Mitteleuropa sind die Sträucher Alpen-Heckenkirsche (Lonicera alpigena), Blaue Heckenkirsche (Lonicera caerulea), Schwarze Heckenkirsche (Lonicera nigra), Rote Heckenkirsche (Lonicera xylosteum) und die Lianen Gartengeißblatt (Lonicera caprifolium) sowie Waldgeißblatt (Lonicera periclymenum) beheimatet. Der Strauch Tataren-Heckenkirsche (Lonicera tatarica) ist in vielen Gebieten der Gemäßigten Zonen ein Neophyt.

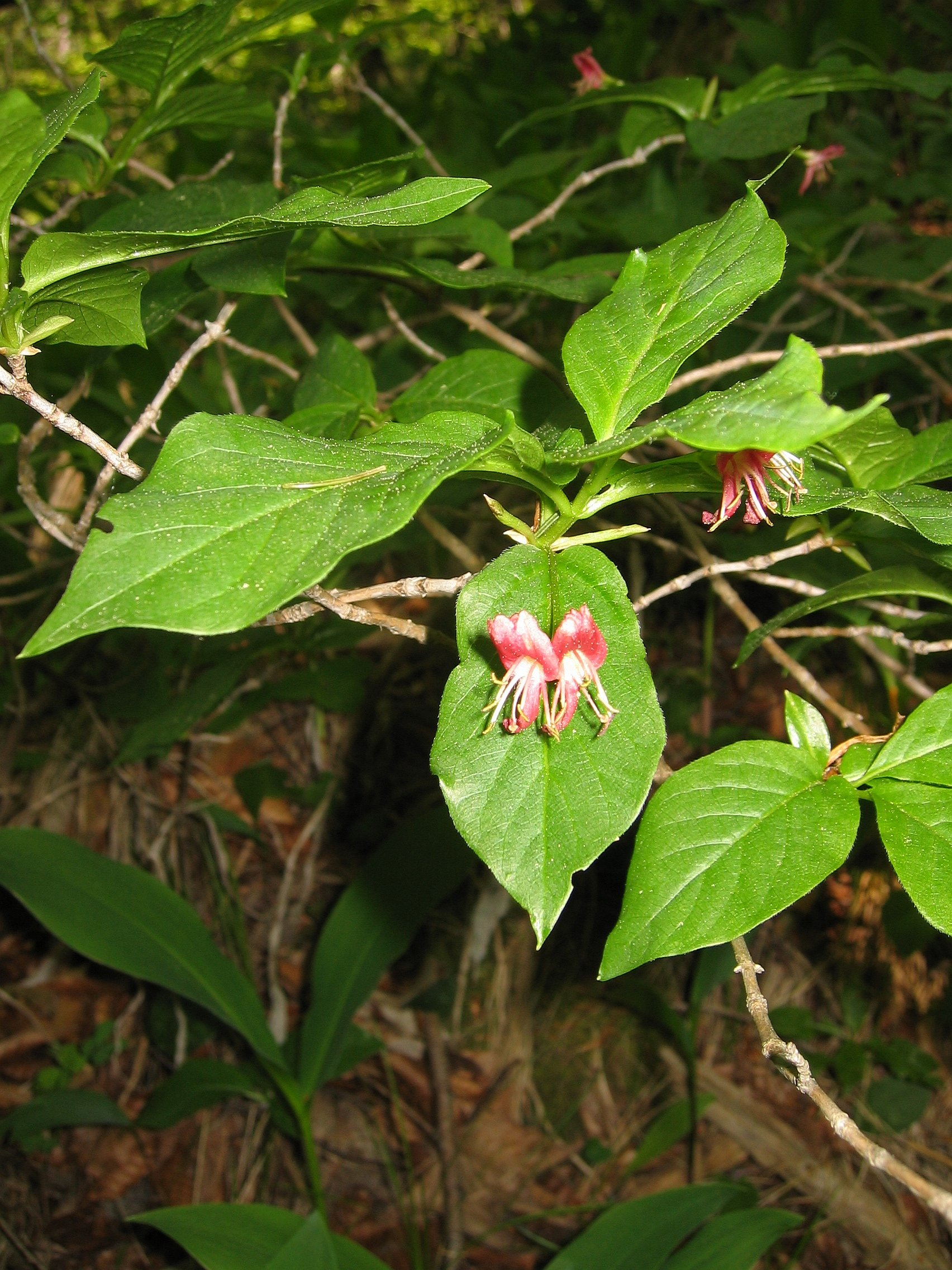
Alpen-Heckenkirsche (Lonicera alpigena)

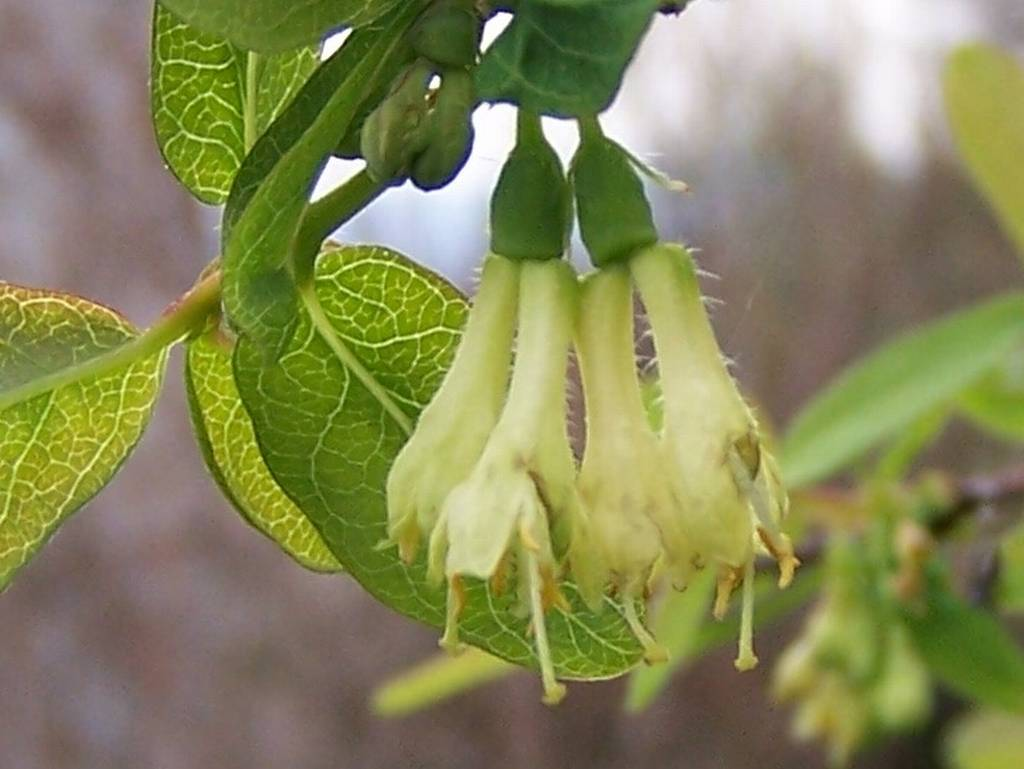
Blütenpaare der Doppelbeeren-tragenden Blauen Heckenkirsche (Lonicera caerulea)

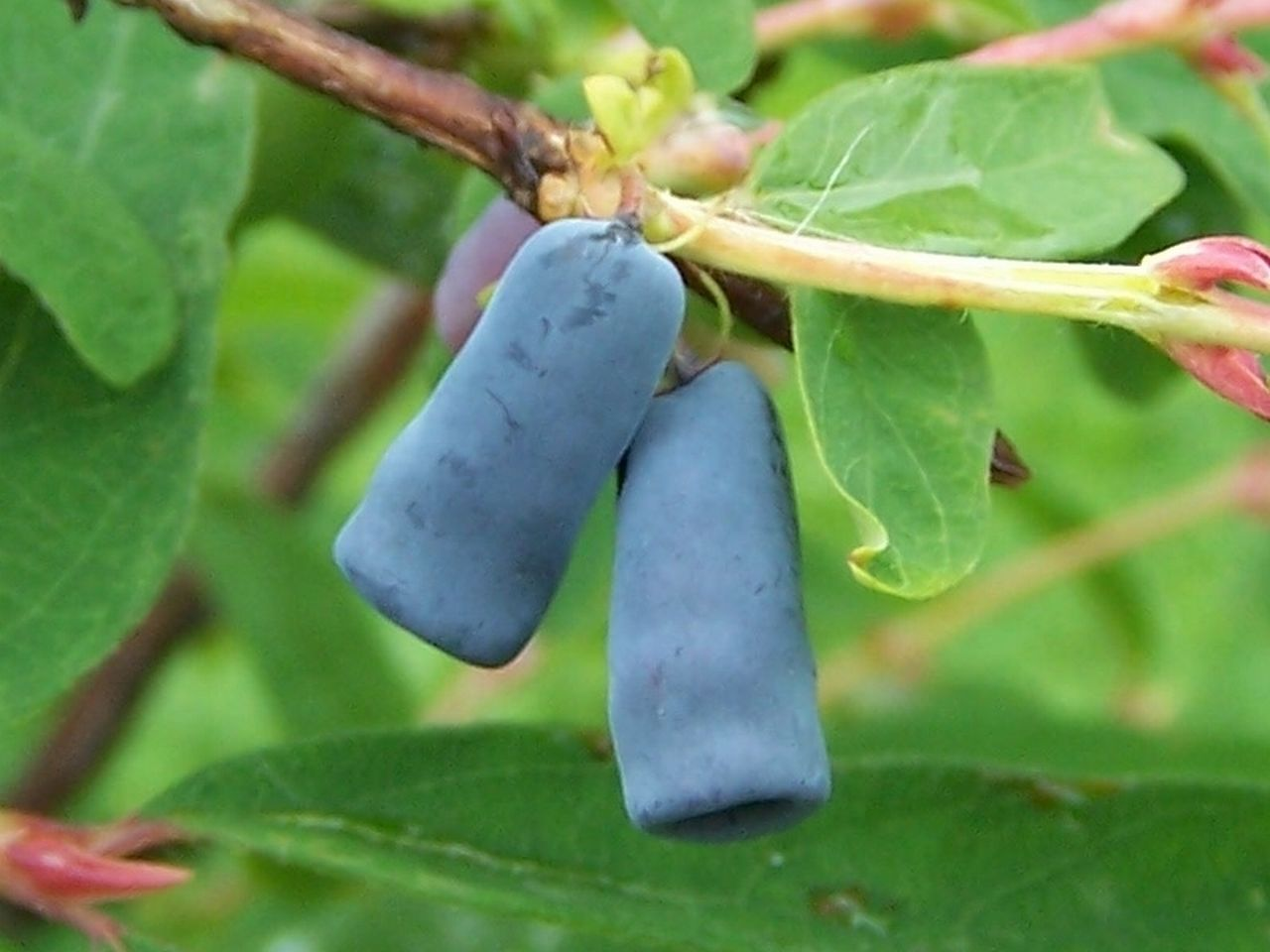
Doppelbeeren der Blauen Heckenkirsche (Lonicera caerulea)

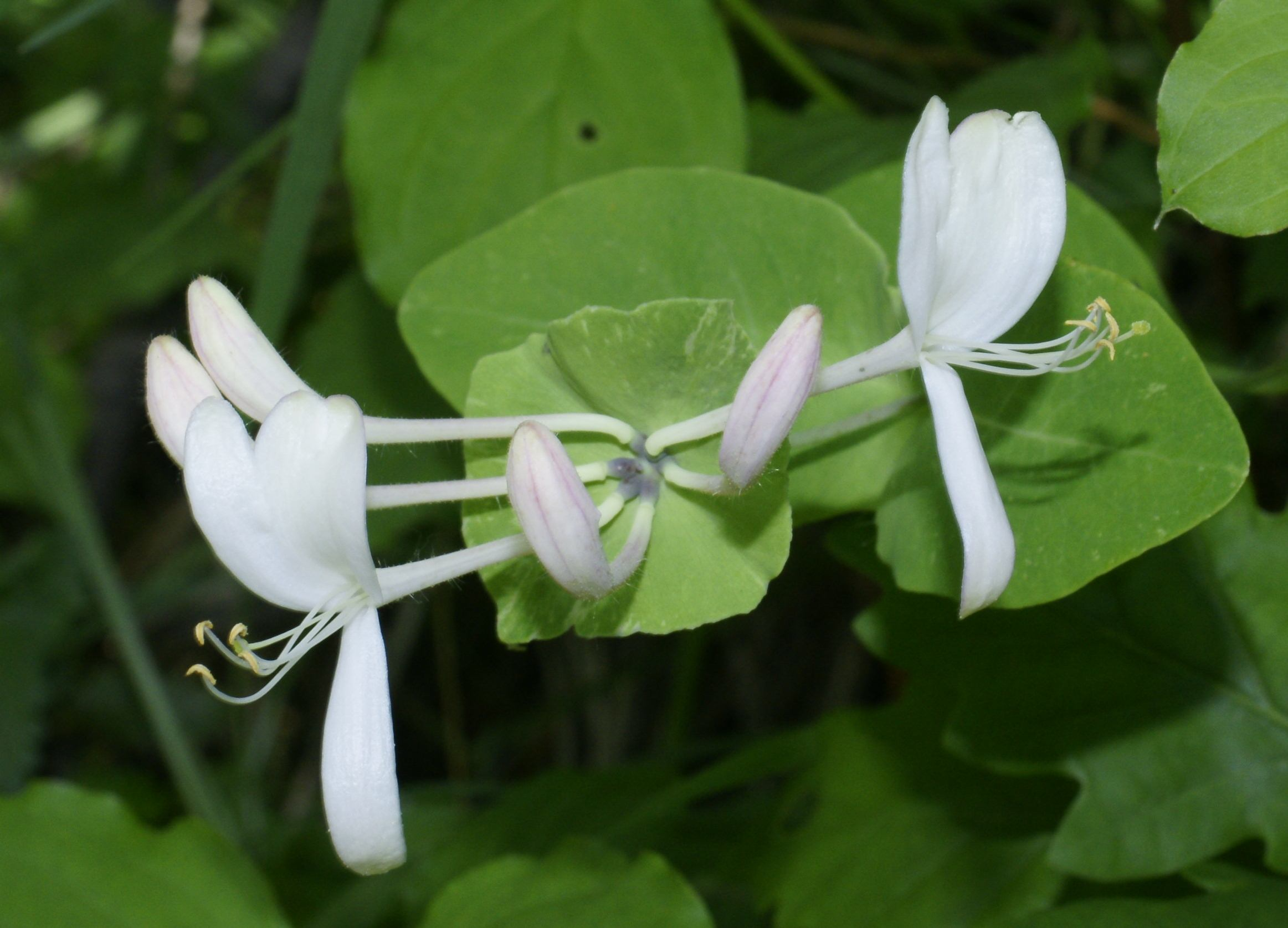
Gartengeißblatt (Lonicera caprifolium)

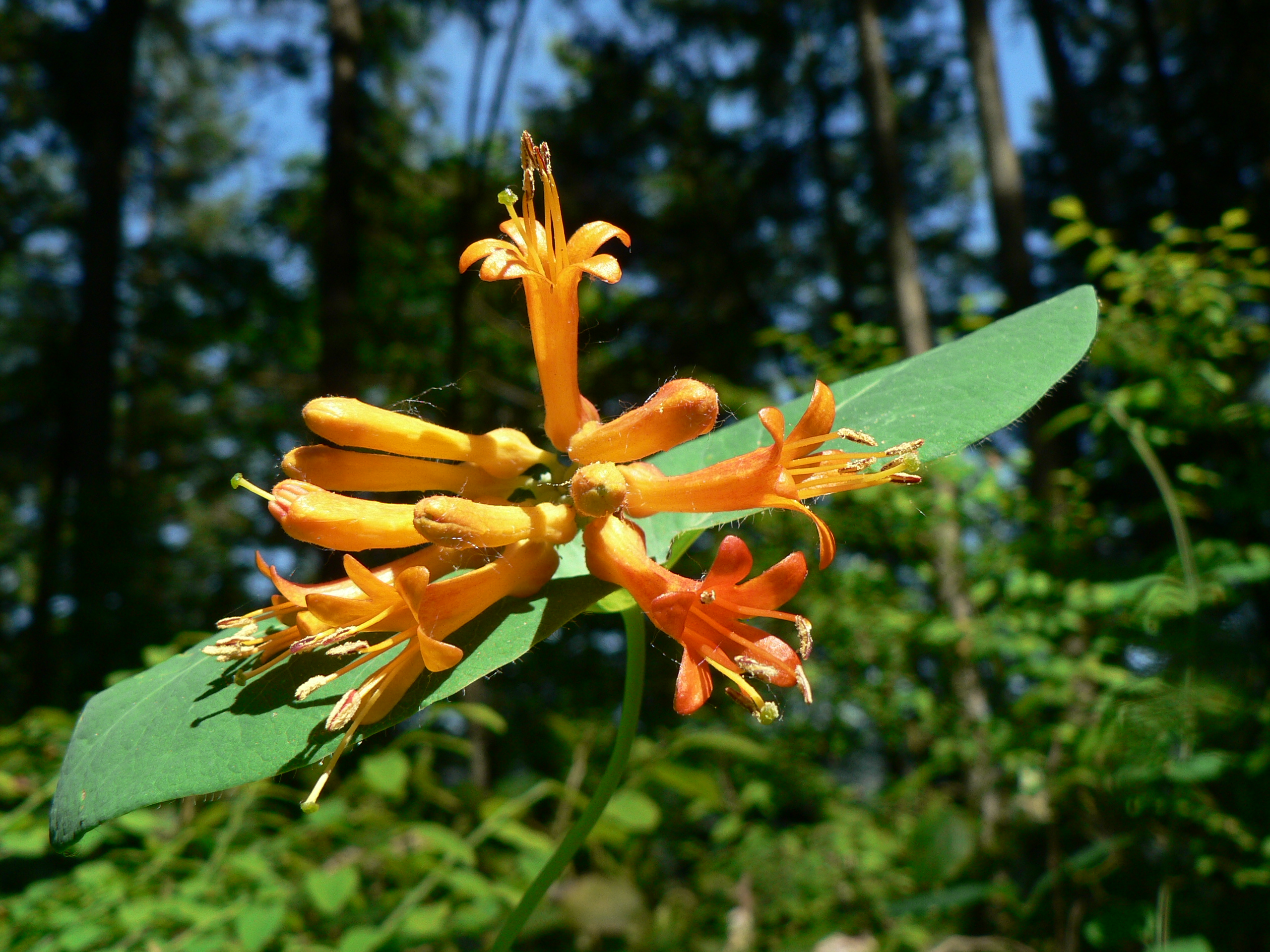
Lonicera ciliosa

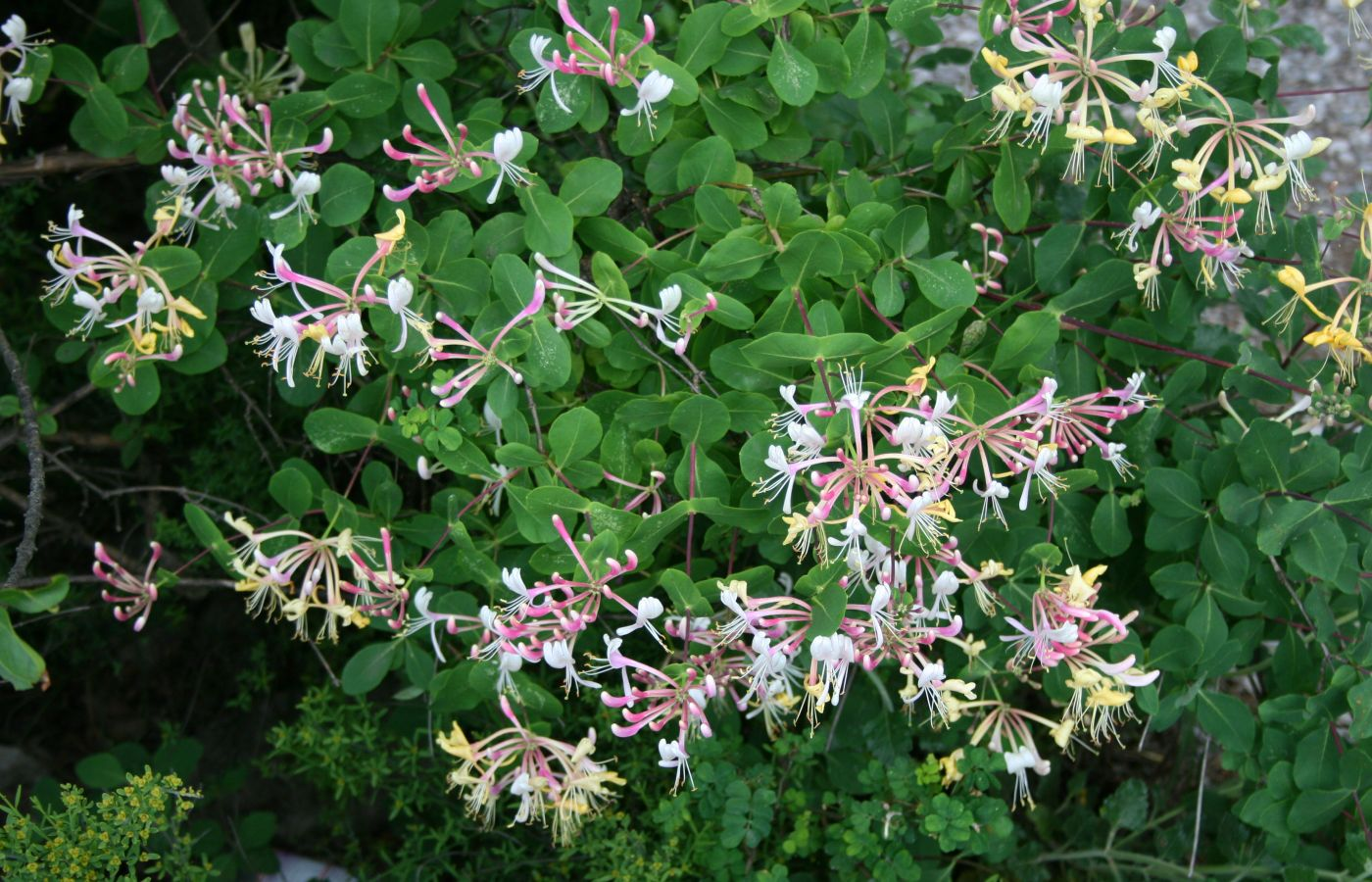
Lonicera etrusca

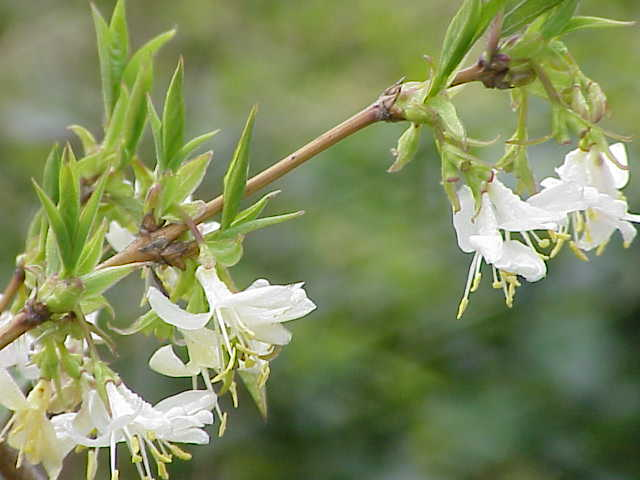
Wohlriechende Heckenkirsche (Lonicera fragrantissima)

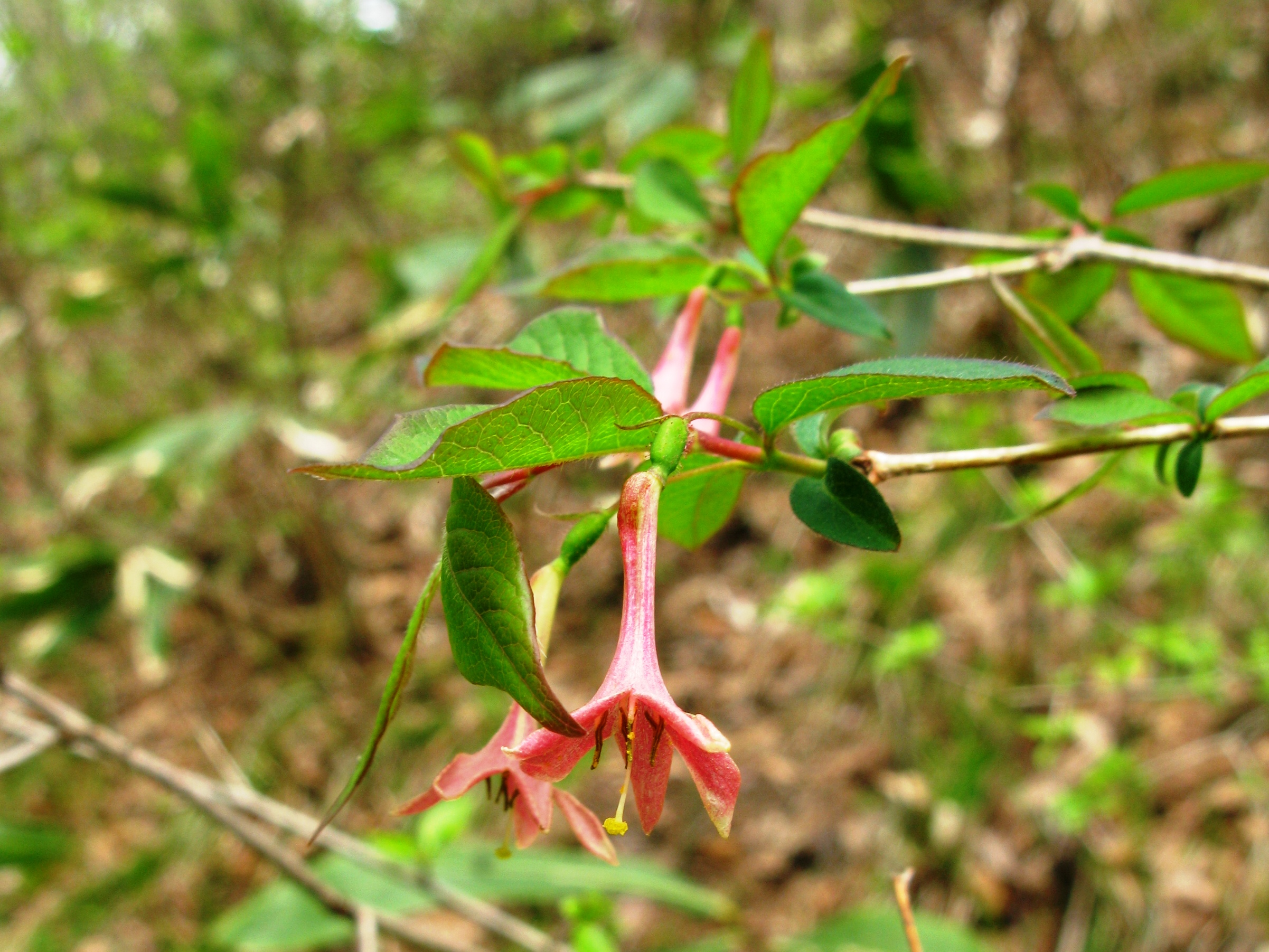
Lonicera gracilipes

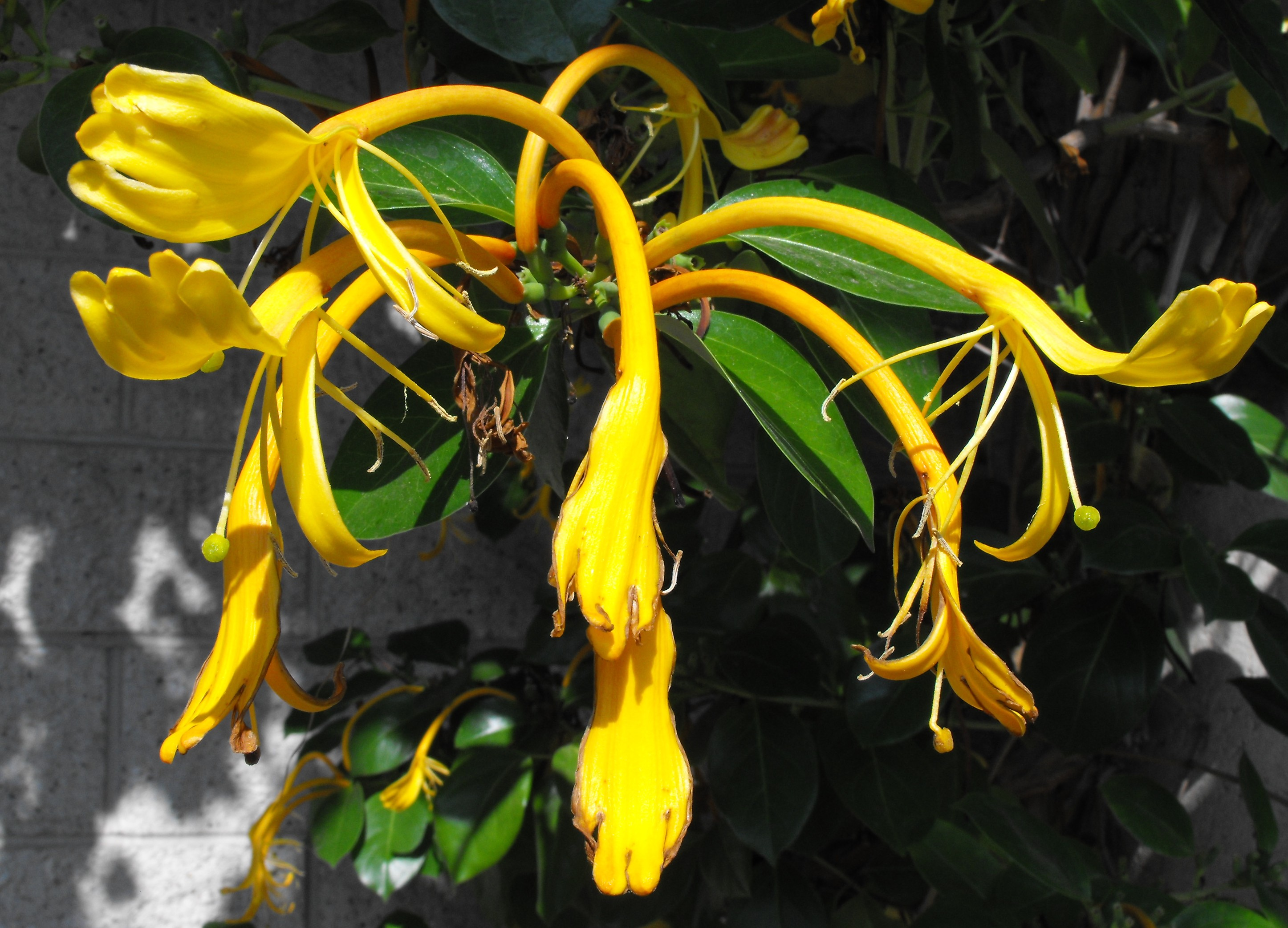
Blütenstand von Lonicera hildebrandiana

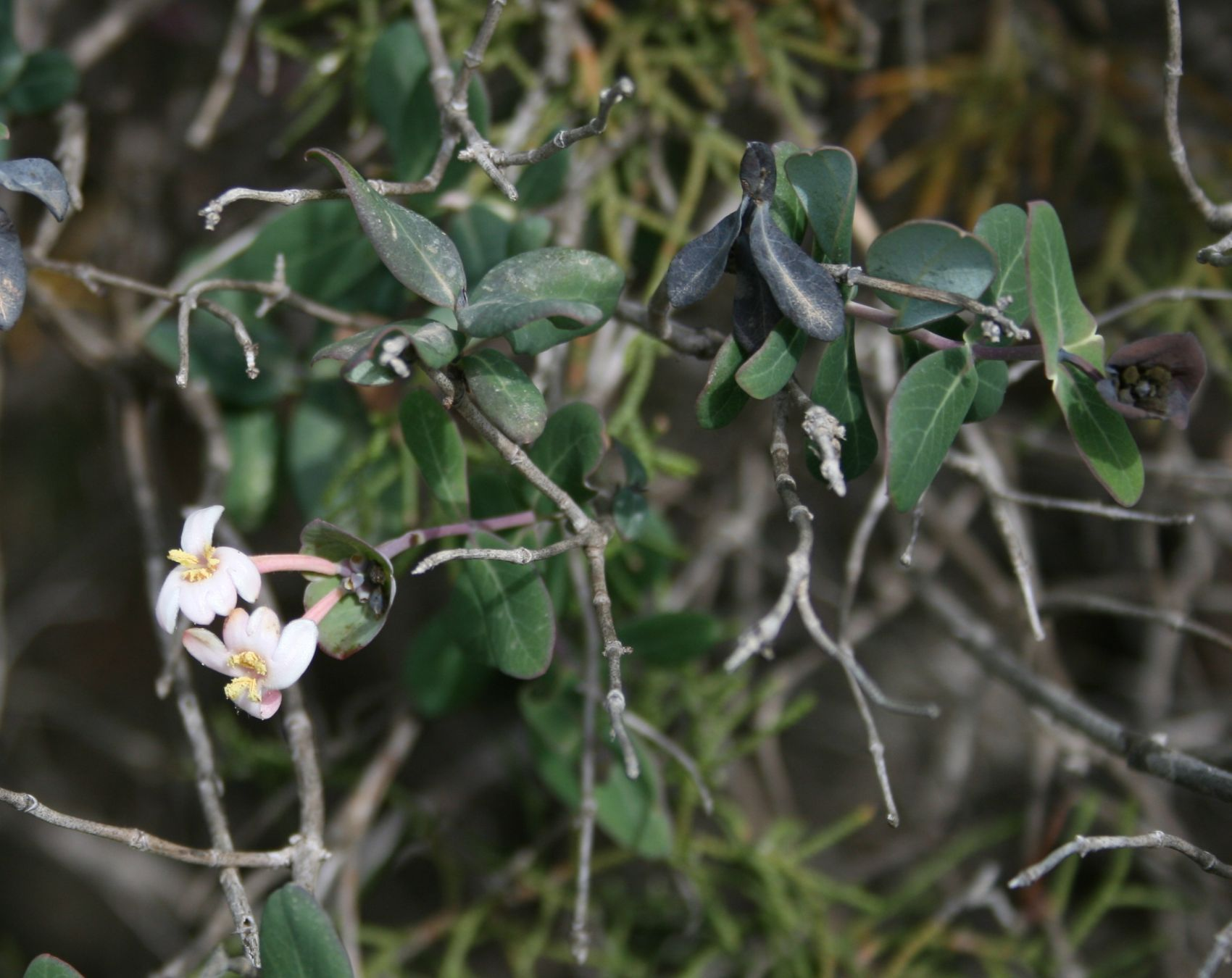
Windendes Geißblatt (Lonicera implexa)

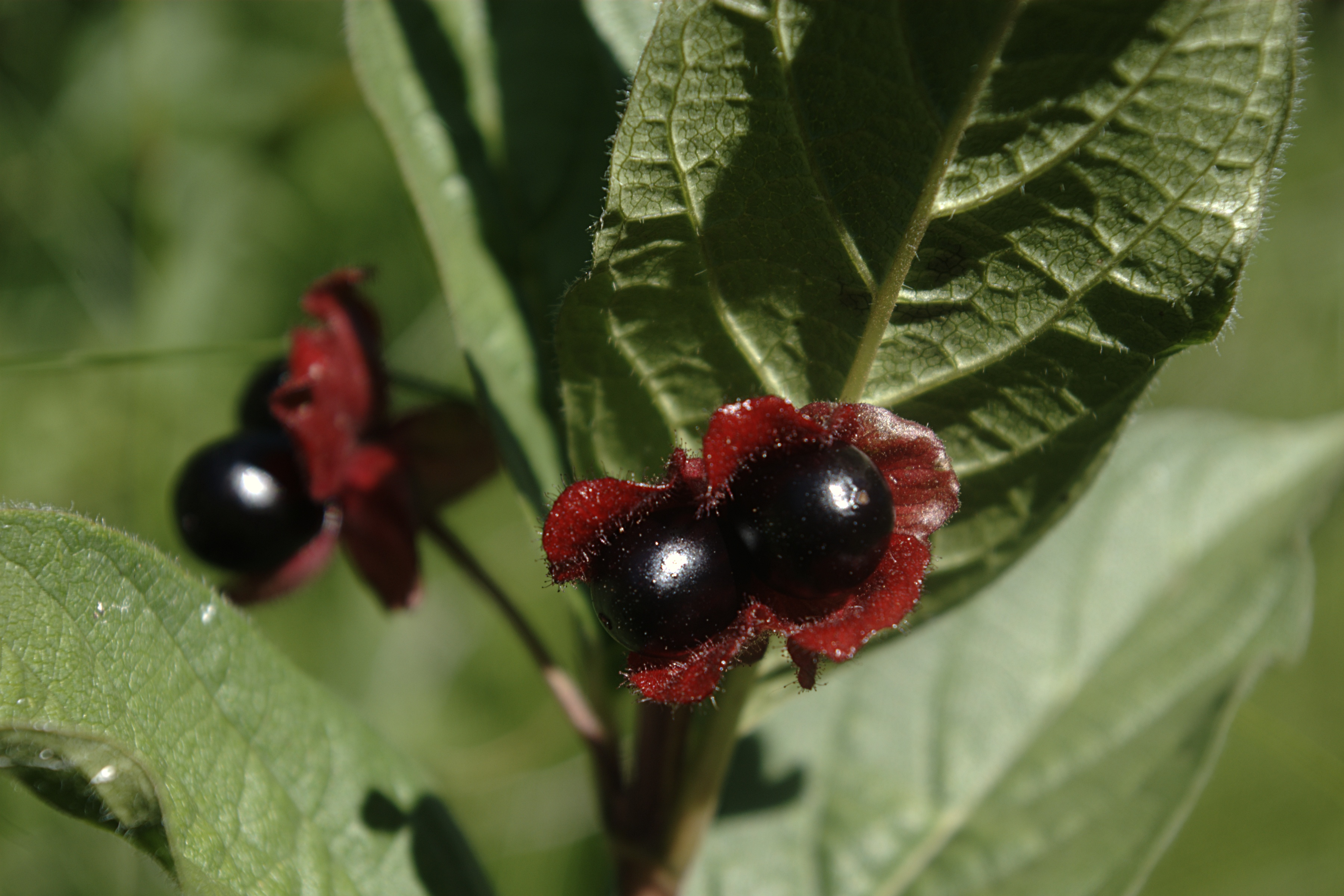
Doppelbeeren von Lonicera involucrata

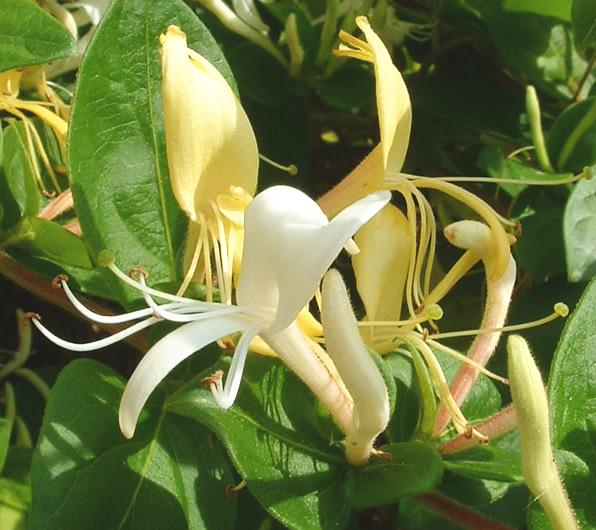
Zygomorphe Blüten von Lonicera japonica

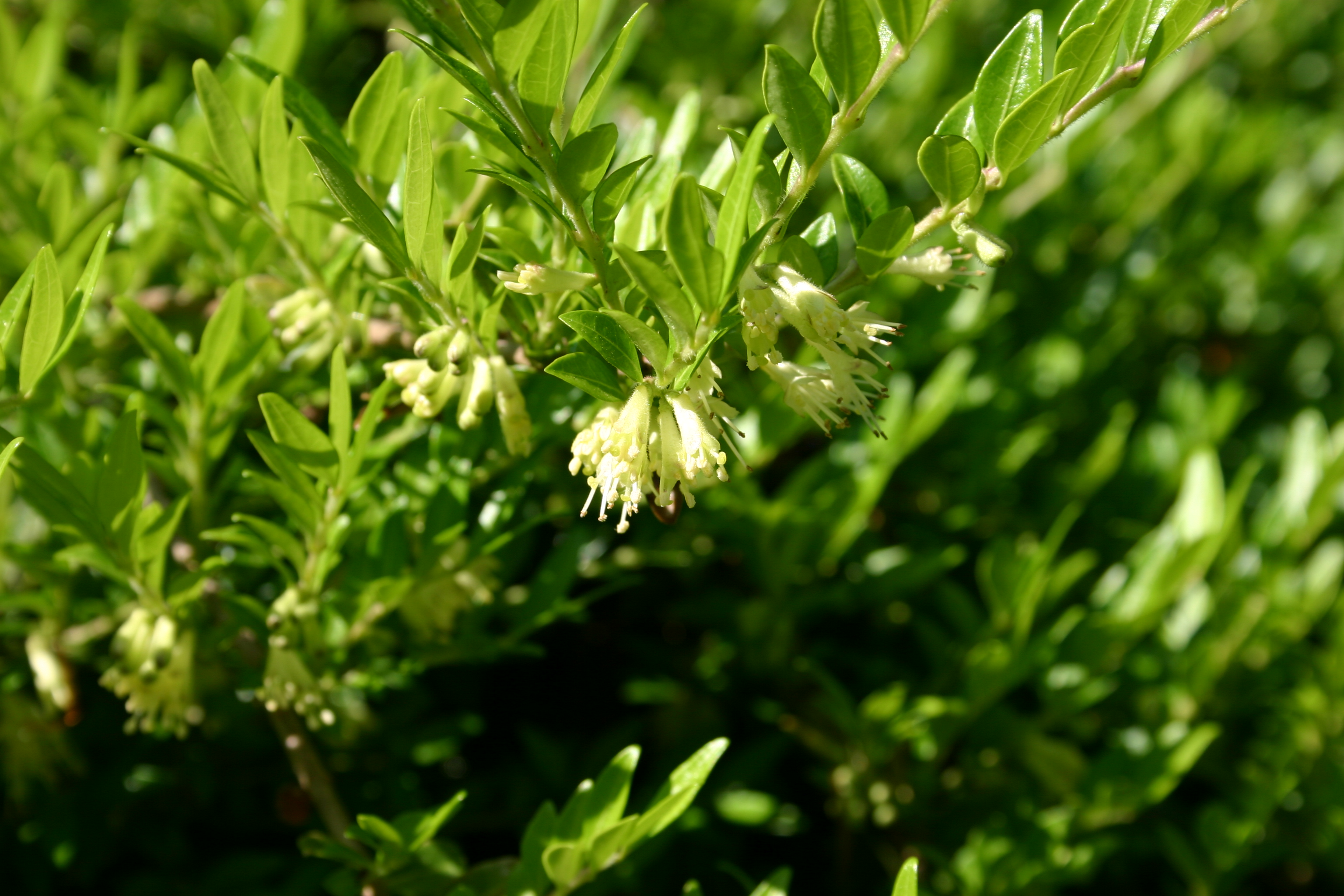
Immergrüne Kriech-Heckenkirsche (Lonicera ligustrina var. pileata)

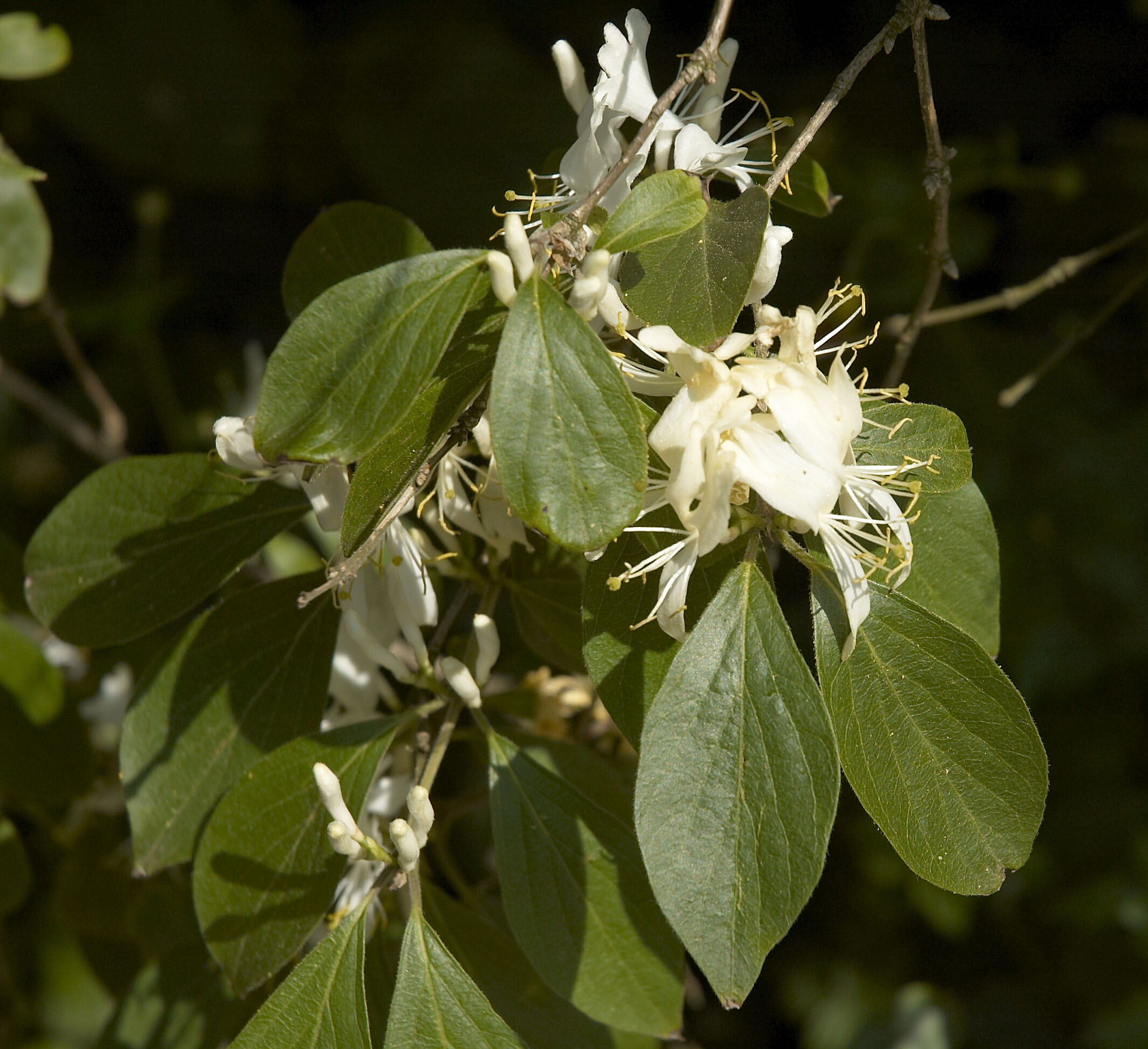
Lonicera maackii

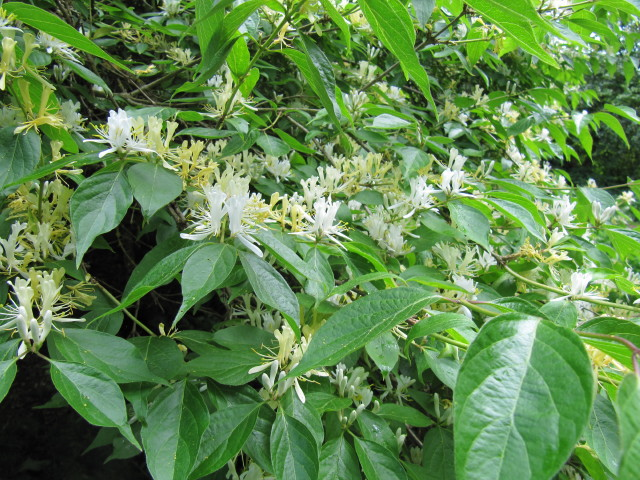
Blühende Lonicera maackii

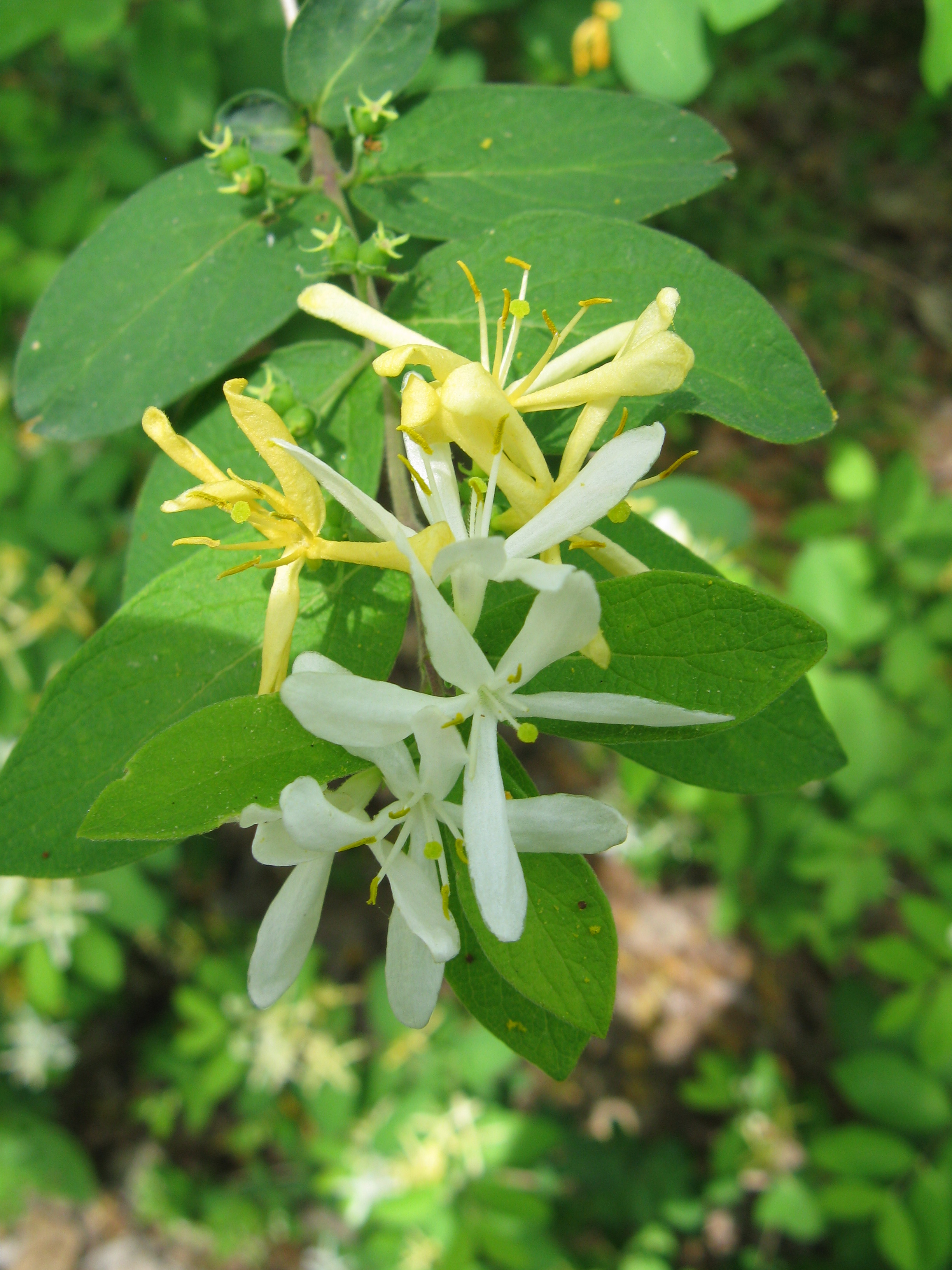
Lonicera morrowii

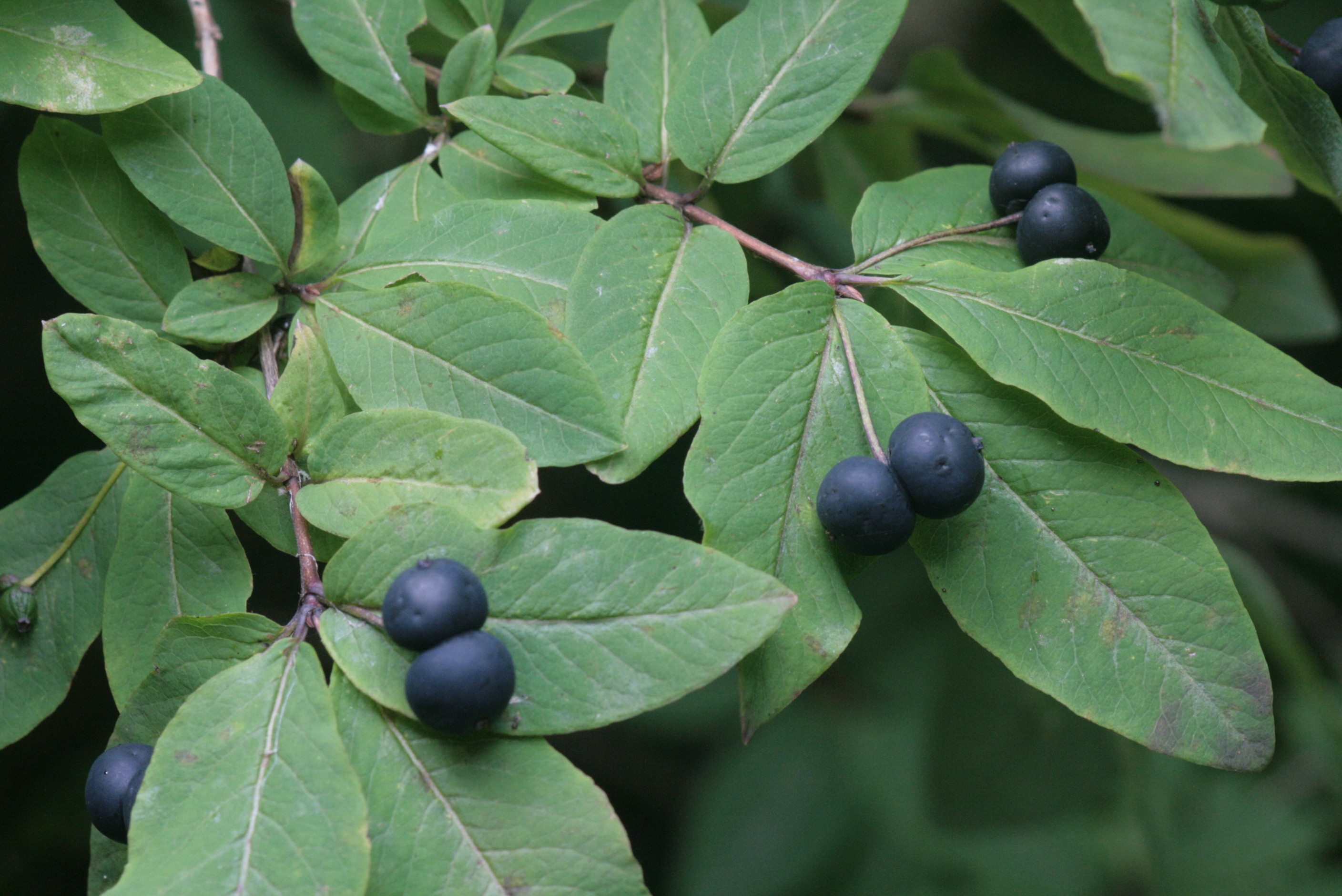
Schwarze Heckenkirsche (Lonicera nigra)

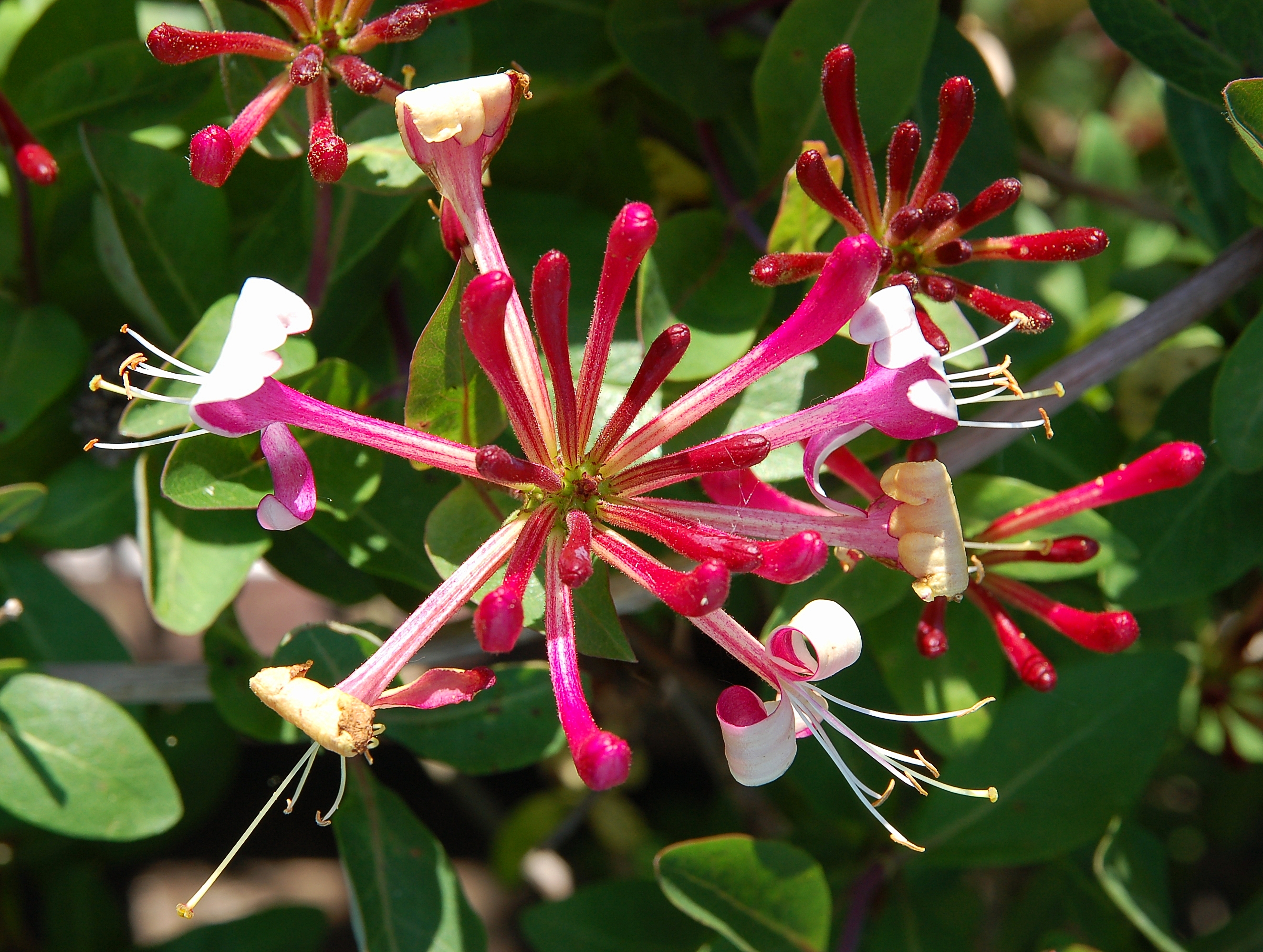
Waldgeißblatt (Lonicera periclymenum)

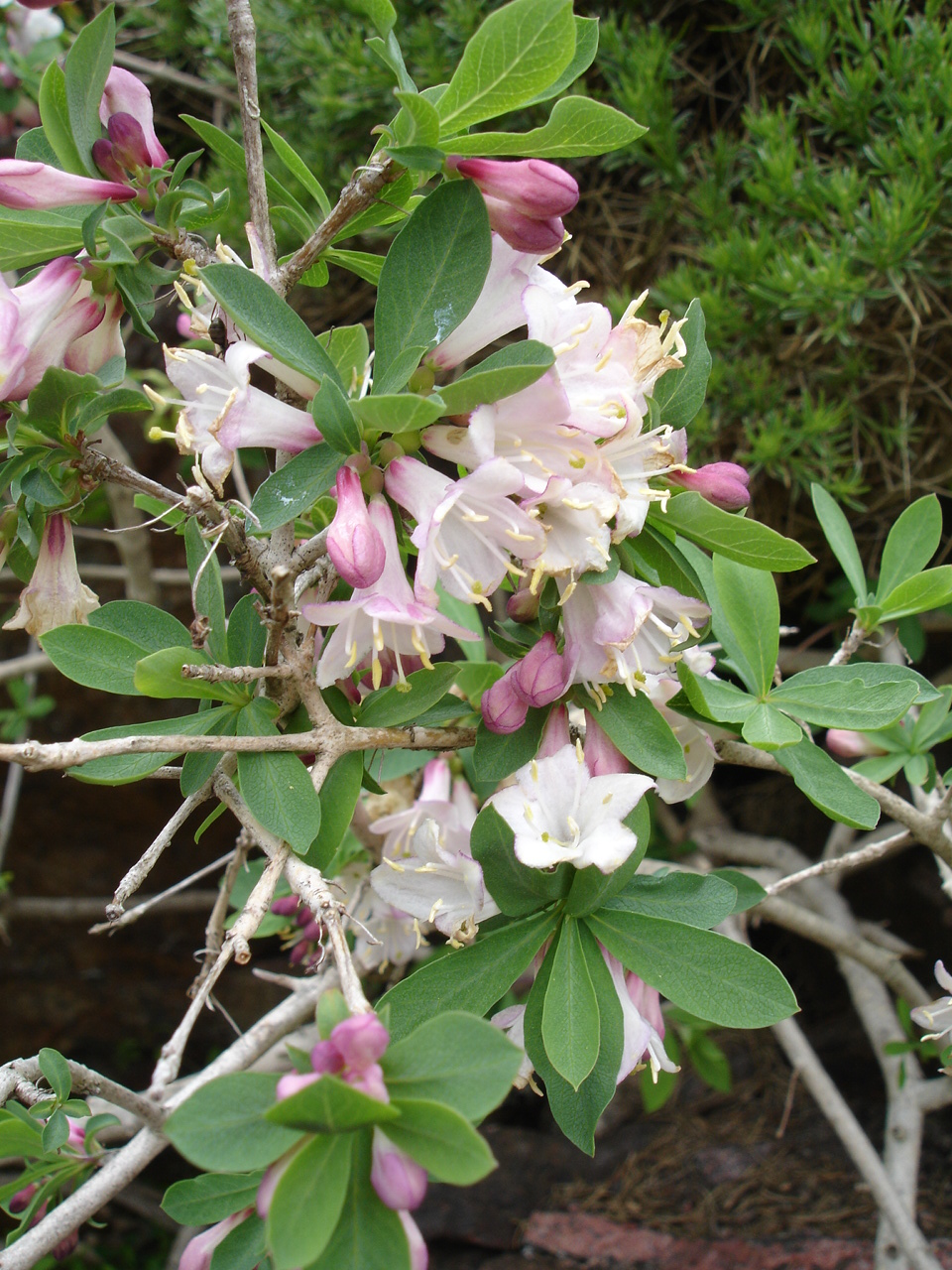
Lonicera pyrenaica

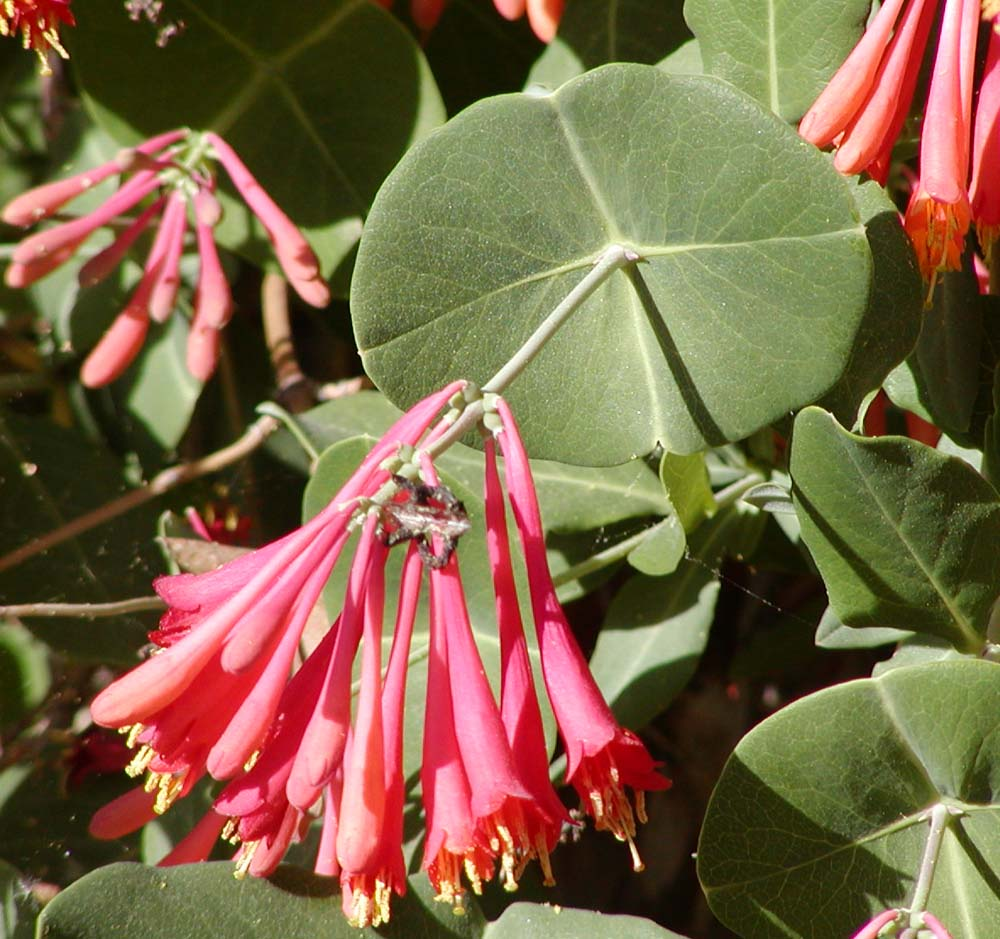
Blütenstand und verwachsenes Hochblattpaar von Lonicera sempervirens

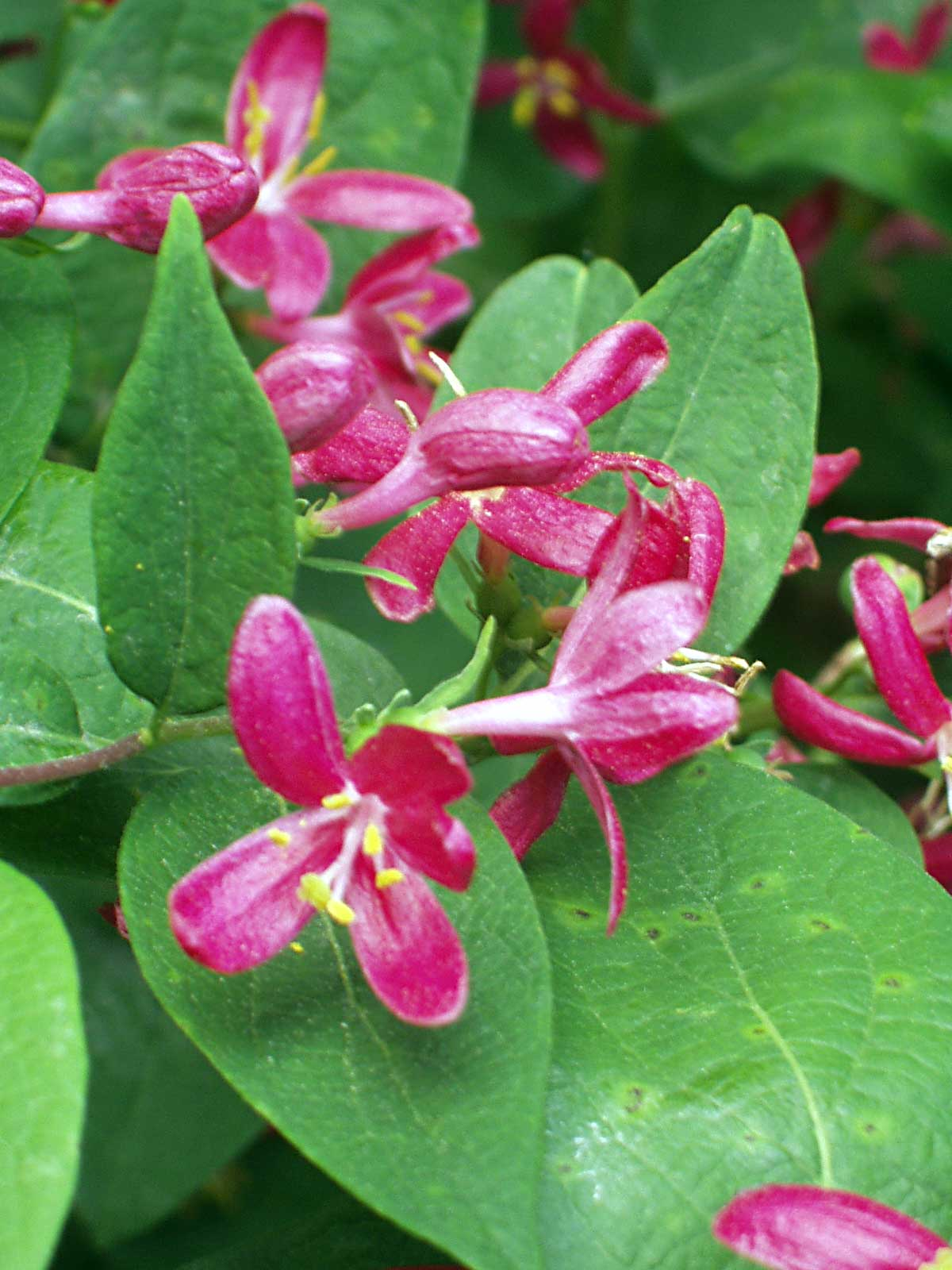
Tataren-Heckenkirsche (Lonicera tatarica)

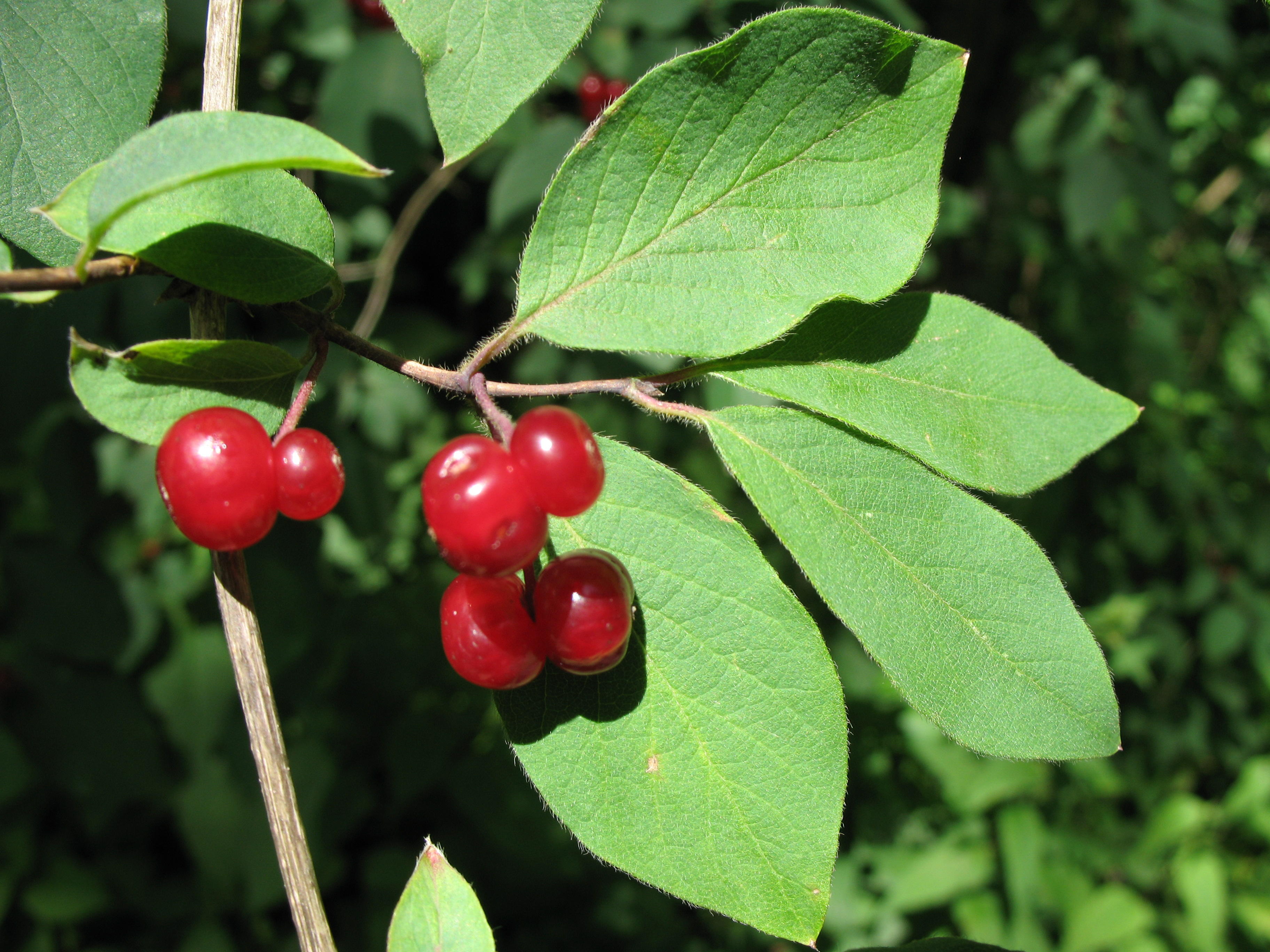
Rote Heckenkirsche (Lonicera xylosteum)

Es gibt weltweit etwa 180 Arten; hier eine Auswahl:
- Immergrünes Geißblatt (Lonicera acuminata Wall., Syn.: Caprifolium fuchsioides (Hemsl.) Kuntze, Caprifolium henryi (Hemsl.) Kuntze, Lonicera acuminata var. depilata P.S.Hsu & H.J.Wang, Lonicera affinis Hook. & Arnott var. angustifolia Hayata, Lonicera alseuosmoides Graebner, Lonicera apodantha Ohwi, Lonicera buddleioides P.S.Hsu & S.C.Cheng, Lonicera fuchsioides Hemsl., Lonicera giraldii Rehder, Lonicera henryi Hemsl., Lonicera henryi var. angustifolia (Hayata) Ohwi, Lonicera henryi var. fulvovillosa Ohwi, Lonicera henryi var. setuligera W.W.Smith, Lonicera henryi var. subcoriacea Rehder, Lonicera henryi var. transarisanensis (Hayata) Yamamoto, Lonicera henryi var. trichosepala Rehder, Lonicera pampaninii H.Lév., Lonicera transarisanensis Hayata, Lonicera trichosepala (Rehder) P.S.Hsu): Diese immergrüne Liane ist in Indien, Bhutan, Nepal, Myanmar, China und auf den Philippinen weitverbreitet.[5]
- Lonicera albiflora Torr. & A.Gray: Sie ist von den südlichen USA bis ins nördliche Mexiko weit verbreitet und kommt in den Bundesstaaten Oklahoma, New Mexico, Texas, Arizona, Chihuahua, Coahuila und Nuevo León vor.
- Alpen-Heckenkirsche (Lonicera alpigena L.): Sie kommt in vielen Gebieten mit gemäßigten Klima in Eurasien vor: in Deutschland, Österreich, der Schweiz, Italien, Frankreich, Spanien, dem früheren Jugoslawien und der früheren Tschechoslowakei, Albanien, Rumänien sowie Griechenland,[6] außerdem auf den Kurilen und Sachalin sowie auf den japanischen Inseln Hokkaidō und südlichen Honshū.
- Lonicera altmannii Regel & Schmalh.: Sie kommt im südöstlichen Kasachstan, Kirgistan und westlichen Xinjiang vor.[5]
- Lonicera angustifolia Wall. ex DC. (Syn.: Lonicera minutifolia Kitam., Lonicera myrtillus Hook. f. & Thomson): Dieser laubabwerfende Strauch kommt mit zwei Varietäten in Afghanistan, Indien, Pakistan, Bhutan, nördlichen Myanmar, Nepal, Tibet und in den chinesischen Provinzen südwestliches Sichuan sowie Yunnan vor.[5]
- Lonicera arborea Boiss.: Dieser Strauch oder bis 9 Meter hohe Baum kommt von Spanien über Gibraltar bis Algerien sowie Marokko vor.[6]
- Lonicera biflora Desf.: Sie kommt in Marokko, Algerien und Spanien vor.[6]
- Lonicera bournei Hemsl. (Syn.: Caprifolium bournei (Hemsl.) Kuntze, Lonicera obscura Collett & Hemsl.): Sie kommt in Myanmar und in den chinesischen Provinzen Guangxi sowie Yunnan vor.[5]
- Lonicera bracteolaris Boiss. & Buhse: Sie kommt in Armenien, Aserbaidschan sowie Nachchivan vor.[6]
- Lonicera buschiorum Pojark.: Sie kommt in Nordkaukasien, Abchasien, Adjara und Georgien vor.[6]
- Blaue Heckenkirsche (Lonicera caerulea L., Syn.: Lonicera caerulea var. altaica Pallas, Lonicera caerulea var. edulis Turczaninow ex Herder, Lonicera caerulea var. tangutica Maxim., Xylosteon caeruleum (L.) Dumont de Courset): Dieser laubabwerfende Strauch ist auf der Nordhalbkugel weitverbreitet: China, Japan, Korea, Mongolei, Russland, Europa[6] und Nordamerika.[5]
- Lonicera calcarata Hemsl.: Diese Liane gedeiht in Höhenlagen von 1200 bis 2500 Metern in Tibet und in den chinesischen Provinzen Guangxi, südwestlichen Guizhou, südwestlichen Sichuan sowie Yunnan.[5]
- Gartengeißblatt (Lonicera caprifolium L.): Diese Liane ist in Europa weit verbreitet: Norwegen, Schweden, Österreich, Ungarn, Polen, ehemalige Tschechoslowakei, ehemaliges Jugoslawien, Albanien, Rumänien, Italien und Spanien.[6]
- Lonicera caucasica Pall.: Sie kommt von Vorderasien bis zum Kaukasusraum vor.[6]
- Lonicera chrysantha Turcz. ex Ledeb.: Dieser laubabwerfende Strauch kommt in China, Japan, Nordkorea, Mongolei, Russland und Europa vor.[5]
- Lonicera ciliosa (Pursh) Poir. ex DC.: Diese Liane ist im westlichen Nordamerika im südwestlichen British Columbia, nördlichen Idaho, westlichen Montana, Oregon, Washington und westlichen Kalifornien beheimatet.
- Lonicera cinerea Pojark.: Sie kommt nur in Kasachstan vor.
- Lonicera confusa (Sweet) DC.: Sie ist in Nepal, im nördlichen Vietnam und in den chinesischen Provinzen Guangdong, Guangxi sowie Hainan verbreitet.[5]
- Lonicera crassifolia Batalin: Sie gedeiht in Höhenlagen von meist 900 bis 1700, selten bis zu 2300 Metern in den chinesischen Provinzen Guizhou, südwestliches Hubei, nordwestliches Hunan, Sichuan sowie Yunnan.[5]
- Lonicera cyanocarpa Franch.: Sie kommt in Sikkim, Nepal, Tibet und in den chinesischen Provinzen Sichuan sowie Yunnan vor.[5]
- Lonicera dasystyla Rehder: Sie kommt in Vietnam und in den chinesischen Provinzen Guangdong sowie Guangxi vor.[5]
- Lonicera elisae Franch. (Syn.: Caprifolium elisae (Franchet) Kuntze, Caprifolium praecox Kuntze, Lonicera infundibulum Franchet, Lonicera infundibulum var. rockii Rehder, Lonicera pekinensis Rehder, Lonicera praecox (Kuntze) Rehder non K.Koch): Dieser laubabwerfende Strauch gedeiht in Wäldern und Gebüschen in Höhenlagen von 500 bis 1600 (bis zu 2300) Metern in den chinesischen Provinzen südwestliches Anhui, südöstliches Gansu, Hebei, Henan, westliches Hubei, südliches Shaanxi, südliches Shanxi, Sichuan sowie nordwestliches Zhejiang.[5]
- Lonicera etrusca G.Santi: Sie ist im Mittelmeerraum und ist Vorderasien weitverbreitet.[7][6]
- Lonicera fargesii Franch.: Sie gedeiht mit zwei Varietäten in Höhenlagen von 1600 bis 2900 Metern in den chinesischen Provinzen Chongqing, südliches Gansu, westliches Henan, südliches Shaanxi, Shanxi sowie Sichuan.[5]
- Lonicera ferdinandi Franch.: Sie kommt Nordkorea vor und gedeiht in weiten Gebieten Chinas in Höhenlagen von 200 bis 2700 Metern.[5]
- Lonicera ferruginea Rehder: Sie ist in Indien, im nördlichen Thailand und in China verbreitet.[5]
- Lonicera flava Sims: Sie ist in den USA verbreitet.
- Wohlriechende Heckenkirsche (Lonicera fragrantissima Lindl. & Paxton): Sie gedeiht mit zwei Varietäten in Höhenlagen von 100 bis 2700 Metern in den chinesischen Provinzen Anhui, Gansu, Guizhou, Hebei, Henan, Hubei, Hunan, Jiangsu, Jiangxi, Shaanxi, Shandong, Shanxi, Sichuan sowie Zhejiang.[5]
- Lonicera glutinosa Vis. (Syn.: Lonicera alpigena subsp. glutinosa (Vis.) Kit Tan & Ziel.): Sie kommt in Kroatien und in Montenegro vor.[6]
- Lonicera gracilipes Miq.: Sie kommt in Japan auf Honshu, Kyushu und Shikoku vor.[7]
- Lonicera gynochlamydea Hemsl.: Sie gedeiht in Höhenlagen von meist 1200 bis 1900, selten bis zu 3000 Metern in den chinesischen Provinzen Anhui, Chongqing, Gansu, Guizhou, Hubei, Hunan, Shaanxi, Sichuan sowie Yunnan.[5]
- Lonicera hellenica Boiss. (Syn.: Lonicera alpigena subsp. hellenica (Boiss.) Kit Tan & Ziel.): Sie kommt in Griechenland und in der Türkei vor.[6]
- Lonicera hildebrandiana Collett & Hemsl.: Sie ist in Myanmar, Thailand und in den chinesischen Provinzen Guangxi sowie Yunnan verbreitet.[5]
- Lonicera hispida Pall. ex Roem. & Schult. (Syn.: Caprifolium hispidum (Pallas ex Roemer & Schultes) Kuntze, Lonicera anisocalyx Rehder, Lonicera chaetocarpa (Batalin ex Rehder) Rehder, Lonicera finitima W.W.Smith, Lonicera hispida var. anisocalyx (Rehder) P.K.Chou, Lonicera hispida var. chaetocarpa Batalin ex Rehder, Lonicera hispida var. glabrata Batalin, Lonicera hispida var. hirsutior Regel, Lonicera hispida var. setosa J.D.Hooker & Thomson, Lonicera montigena Rehder): Sie ist vom Iran über Kasachstan, Kirgisistan, Tadschikistan bis Russland und von Pakistan (Kaschmir) bis Sikkim, Bhutan sowie Nepal und von der Mongolei über Tibet bis zu den chinesischen Provinzen Gansu, westliches Hebei, südliches Ningxia, östliches Qinghai, südliches Shaanxi, Shanxi, westliches Sichuan, nordwestliches Yunnan sowie nördliches Xinjiang weitverbreitet.[7][5]
- Lonicera humilis Kar. & Kir.: Sie ist in Afghanistan, Tadschikistan, Kirgisistan, Kasachstan und Xinjiang verbreitet.[5]
- Lonicera hypoglauca Miq. (Syn.: Lonicera affinis var. hypoglauca (Miq.) Rehder, Lonicera affinis var. mollissima Blume ex Maxim., Lonicera affinis var. pubescens Maxim., Lonicera hypoglauca subsp. nudiflora P.S.Hsu & H.J.Wang, Lonicera rubropunctata Hayata): Sie ist Japan, Taiwan und China verbreitet.[7][5]
- Lonicera hypoleuca Decne.: Sie ist im Iran, in Pakistan, Nepal und Indien verbreitet.[7]
- Windendes Geißblatt (Lonicera implexa Aiton): Sie ist im Mittelmeerraum weitverbreitet.[6]
- Lonicera involucrata (Richardson) Banks ex Spreng.: Sie ist in Nordamerika von Alaska bis ins nördliche Chihuahua weitverbreitet.
- Japanisches Geißblatt[8] (Lonicera japonica Thunb.): Die ursprüngliche Heimat ist Japan, Korea und China.[7]
- Lonicera kabylica (Batt.) Rehder: Sie kommt in Algerien vor.[6]
- Lonicera kansuensis (Batalin ex Rehder) Pojark.: Sie gedeiht in Höhenlagen von 1800 bis 2400 Metern in den chinesischen Provinzen Gansu, Ningxia, Shaanxi sowie Sichuan.[5]
- Lonicera kawakamii (Hayata) Masam.: Sie gedeiht im Gebirge in Höhenlagen von 3000 bis 3900 Metern nur in Taiwan.[5]
- Lonicera ligustrina Wall.: Mehrere Varietäten sind in Indien, Nepal, Bhutan und China verbreitet:[5]
  - Lonicera ligustrina Wall. var. ligustrina: Sie ist im östlichen Indien, Bhutan, Nepal und China verbreitet.[5]
  - Immergrüne Kriech-Heckenkirsche[8] (Lonicera ligustrina var. pileata (Oliver) Franchet, Syn.: Lonicera pileata Oliv.): Dieser immergrüne Strauch ist in den chinesischen Provinzen Guangdong, Guangxi, Guizhou, westliches Hubei, Hunan, südliches Shaanxi, Sichuan sowie Yunnan verbreitet.[5]
  - Lonicera ligustrina var. yunnanensis Franchet (Syn.: Lonicera nitida E.H. Wilson): Sie ist in den chinesischen Provinzen südliches Gansu, südwestliches Shaanxi, Sichuan sowie Yunnan verbreitet.[5]
- Lonicera litangensis Batalin (Syn.: Lonicera farreri W.W.Smith, Lonicera oresbia W.W.Smith, Lonicera rockii Rehder): Sie ist in Bhutan, Sikkim, Nepal, Tibet und in den chinesischen Provinzen Sichuan sowie Yunnan verbreitet.
- Lonicera longiflora (Lindl.) DC. (Syn.: Lonicera longituba H.T.Chang ex P.S.Hsu & H.J.Wang): Sie gedeiht in Höhenlagen von 1200 bis 1700 Metern in den chinesischen Provinzen Guangdong, Guangxi, Hainan sowie Yunnan.[5]
- Lonicera maackii (Rupr.) Maxim.: Sie ist in mehreren Varietäten in China, in der Mongolei, Korea, Japan und Russlands Fernen Osten weitverbreitet.[7][5]
- Lonicera macrantha (D.Don) Spreng. (Syn.: Caprifolium macranthum D.Don, Lonicera esquirolii H.Lév., Lonicera fulvotomentosa P.S.Hsu & S.C.Cheng, Lonicera guillonii H.Lév. & Vaniot, Lonicera hirtiflora Champion ex Bentham, Lonicera inodora W.W.Sm., Lonicera macrantha var. calvescens Chun & F.C.How, Lonicera calvescens (Chun & F.C.How) P.S.Hsu & H.J.Wang, Lonicera macranthoides Hand.-Mazz., Lonicera strigosiflora C.Y.Wu ex X.W.Li): Sie ist in Indien, Bhutan, Nepal, Myanmar, Vietnam, Taiwan und China verbreitet.[7][5]
- Lonicera maximowiczii (Rupr.) Regel: Sie ist in Russlands Fernen Osten, in Korea und in den chinesischen Provinzen Heilongjiang sowie Jilin verbreitet.[5]
- Lonicera mexicana (Kunth) Rehder: Die Heimat ist Mexiko.
- Lonicera microphylla Willd. ex Schult. (Syn.: Lonicera oiwakensis Hayata): Sie ist in Russland, im Iran, in Kasachstan, Kirgisistan, Tadschikistan, Afghanistan, Pakistan, im nordwestlichen Indien, in der Mongolei, in der Inneren Mongolei, in Tibet, Taiwan und in den chinesischen Provinzen Gansu, westlichen Hebei, Ningxia, Qinghai, Shanxi sowie Xinjiang und vielleicht Henan weitverbreitet.[7][5]
- Lonicera minutifolia Kitam.: Die Heimat ist Nepal.
- Lonicera modesta Rehder: Sie gedeiht in Höhenlagen von 500 bis 1700 Metern in den chinesischen Provinzen Anhui, südöstlichen Gansu, westlichen Henan, Hubei, Hunan, Jiangxi, südlichen Shaanxi, Zhejiang und vielleicht in Fujian.[5]
- Lonicera mucronata Rehder: Sie gedeiht in Höhenlagen von 800 bis 1500 Metern nur in den chinesischen Provinzen Hubei sowie Sichuan.[5]
- Lonicera nervosa Maxim.: Sie gedeiht in Höhenlagen von 2100 bis 4000 Metern in den nordwestlichen chinesischen Provinzen Gansu, westliches Henan, Ningxia, Qinghai, Shaanxi, südliches Shanxi sowie Sichuan.[5]
- Schwarze Heckenkirsche (Lonicera nigra L., Syn.: Lonicera acrophila H.Lév., Lonicera barbinervis Kom., Lonicera decipiens Hook. f. & Thomson, Lonicera lanceolata Wall.): Sie ist in Europa, Indien, Bhutan, Nepal, Korea, in Tibet und in den chinesischen Provinzen westliches Anhui, nordöstliches Guizhou, westliches Hubei, Jilin, Sichuan sowie Yunnan weitverbreitet.[5]
- Lonicera nummulariifolia Jaub. & Spach: Sie kommt in Griechenland, in Kreta, in der Türkei, in Syrien, im Libanon und in Libyen vor.[6]
- Lonicera oblata K.S.Hao ex P.S.Hsu & H.J.Wang: Dieser Endemit gedeiht an steinigen Hängen in Höhenlagen von etwa 1200 Metern nur in Neiqiu in der chinesischen Provinz Hebei.[5]
- Lonicera oreodoxa Harry Sm. ex Rehder: Sie gedeiht nur in größeren Höhenlagen zwischen 4700 und 4800 Metern nur im nördlichen Sichuan.[5]
- Lonicera pallasii Ledeb. (Syn.: Lonicera caerulea var. pallasii (Ledeb.) Cinovskis): Sie ist vom südöstlichen Schweden, Estland sowie Lettland und in Russland bis Sibirien verbreitet.[7]
- Waldgeißblatt (Lonicera periclymenum L.): Sie ist in Südwest-, West- und Mitteleuropa sowie in Marokko verbreitet.[9]
- Lonicera pilosa Willd. ex Kunth: Sie wurde aus Mexiko erstbeschrieben.
- Lonicera praeflorens Batalin: Sie ist China, Korea, Japan und in Russlands Fernen Osten verbreitet.[7]
- Lonicera prolifera (Kirchner) Booth ex Rehder: Sie wurde aus Nordamerika beschrieben.
- Lonicera pyrenaica L.: Es gibt zwei Unterarten:
  - Lonicera pyrenaica subsp. majoricensis (Gand.) Browicz: Dieser Endemit kommt nur auf Mallorca vor.[6]
  - Lonicera pyrenaica L. subsp. pyrenaica: Sie kommt in Spanien, Andorra, Frankreich und in Marokko vor.[6]
- Lonicera retusa Franch. (Syn.: Lonicera kachkarovii (Batalin) Rehder, Lonicera limprichtii Pax & K.Hoffmann, Lonicera orientalis var. kachkarovii Batalin): Sie gedeiht in Höhenlagen von 2000 bis 3300 Metern in den chinesischen Provinzen südliches Gansu, südliches Shaanxi, südwestliches Shanxi sowie westliches Sichuan.[5]
- Lonicera rupicola Hook. f. & Thomson (Syn.: Lonicera thibetica Bureau & Franchet, Lonicera syringantha Maxim., Lonicera codonantha Rehder, Lonicera syringantha var. minor Maxim., Lonicera wolfii (Rehder) K.S.Hao, Lonicera minuta Batalin): Dieser meist laubabwerfende Strauch kommt in China, Bhutan, Nepal und Indien vor.
- Lonicera ruprechtiana Regel (Syn.: Caprifolium ruprechtianum (Regel) Kuntze, Lonicera brevisepala P.S.Hsu & H.J.Wang, Lonicera chrysantha  var. subtomentosa (Ruprecht) Maxim., Lonicera ruprechtiana var. lanceolata Skvortsov, Lonicera ruprechtiana var. xanthocarpa Zabel, Xylosteon gibbiflorum Ruprecht & Maxim. var. subtomentosum Ruprecht): Dieser laubabwerfende Strauch kommt in Heilongjiang, Jilin, Liaoning und im nördlichen Korea sowie Russland vor.[5]
- Lonicera semenovii Regel: Sie kommt in Afghanistan, Iran, Kasachstan, Kirgisistan, Kaschmir, Tibet und Xinjiang vor.
- Lonicera sempervirens L.: Die Heimat ist Kanada und die USA.[7]
- Lonicera setifera Franch.: Sie kommt in Indien, Tibet und in den chinesischen Provinzen Sichuan sowie Yunnan vor.[5]
- Lonicera similis Hemsl. (Syn.: Caprifolium simile (Hemsl.) Kuntze, Lonicera buchananii Lace, Lonicera delavayi Franchet, Lonicera macrantha var. biflora Collett & Hemsl., Lonicera macrantha var. heterotricha P.S.Hsu & H.J.Wang, Lonicera macranthoides Handel-Mazzetti var. heterotricha (P.S.Hsu & H.J.Wang) B.K.Zhou, Lonicera omeiensis (P.S.Hsu & H.J.Wang) B.K.Zhou, Lonicera similis var. delavayi (Franchet) Rehder, Lonicera similis var. omeiensis P.S.Hsu & H.J.Wang): Sie kommt in China und Myanmar vor.
- Lonicera spinosa Jacq. ex Walp. (Syn.: Lonicera albertii Regel): Dieser laubabwerfende Strauch ist in Xinjiang, Tibet, Afghanistan, Indien, Kaschmir, Kasachstan, Kirgisistan und Tadschikistan verbreitet.
- Lonicera splendida Boiss.: Sie kommt in Spanien vor.[6]
- Lonicera stabiana Pasq.: Sie kommt in Italien vor.[6]
- Lonicera stephanocarpa Franch.: Sie ist in den chinesischen Provinzen Gansu, Ningxia, Shaanxi und Sichuan verbreitet.[7]
- Lonicera subaequalis Rehder (Syn.: Lonicera carnosifolia C.Y.Wu ex P.S.Hsu & H.J.Wang): Diese Liane gedeiht an schattigen in Bergwäldern in Höhenlagen von 1500 bis 2500 Metern in den chinesischen Provinzen Guizhou und Sichuan.
- Lonicera subhispida Nakai: Sie ist in Korea, Russland und China verbreitet.
- Lonicera subspicata Hook. & Arn.: Die Heimat ist Kalifornien.[7]
- Fliederblütige Heckenkirsche (Lonicera syringantha Maxim., Syn.: Lonicera rupicola subsp. syringantha (Maxim.) Zabel): Die Heimat ist Bhutan und China.[7]
- Lonicera tangutica Maxim.: Die Heimat ist Bhutan, Nepal, Sikkim und China.
- Tataren-Heckenkirsche (Lonicera tatarica L.): Das Verbreitungsgebiet reicht vom osteuropäischen Russland bis Mittelasien, Sibirien und China.[7]
- Lonicera tatarinowii Maxim. (Syn.: Lonicera leptantha Rehder, Lonicera tatarinowii var. leptantha (Rehder) Nakai.): Sie gedeiht in Höhenlagen von 400 bis 1800 Metern in den chinesischen Provinzen nordwestlichen Hebei, Liaoning, östliches Shandong  und vielleicht Henan sowie in der Inneren Mongolei.[5]
- Lonicera tomentella Hook. f. & Thomson: Die Heimat ist Bhutan, Nepal, Sikkim, Tibet und Yunnan.[7]
- Lonicera tragophylla Hemsl. (Syn.: Lonicera harmsii Graebner): Sie gedeiht in Höhenlagen von meist 1000 bis 2000 (700 bis 3000 Metern in den chinesischen Provinzen Anhui, südliches Gansu, nördliches Guizhou, südwestliches Hebei, nordwestliches Henan, Hubei, südliches Ningxia, Shaanxi, südliches Shanxi, Sichuan sowie Zhejiang).[5]
- Lonicera trichosantha Bureau & Franch.: Die Heimat ist China.[7]
- Lonicera tubuliflora Rehder: Sie gedeiht in Höhenlagen von 2100 bis 3100 Metern nur in Sichuan.[5]
- Lonicera virgultorum W.W.Sm.: Sie kommt in nur in Yunnan vor.[5]
- Lonicera webbiana Wall. ex DC. (Syn.: Lonicera adenophora Franch., Lonicera alpigena var. phaeantha Rehder, Lonicera hemsleyana (Kuntze) Rehder, Lonicera heteroloba Batalin, Lonicera heterophylla Decaisne, Lonicera heterophylla var. karelinii (Bunge ex Kirilov) Rehder, Lonicera jilongensis P.S.Hsu & H.J.Wang, Lonicera karelinii Bunge ex Kirilov, Lonicera mupinensis Rehder, Lonicera perulata Rehder, Lonicera tatsienensis Franch., Lonicera webbiana var. lanpingensis Y.C.Tang, Lonicera webbiana var. mupinensis (Rehder) P.S.Hsu & H.J.Wan): Sie ist Afghanistan, Pakistan, Indien, Kaschmir, Nepal, Bhutan, Myanmar, Tibet und in den chinesischen Provinzen, südliches Gansu, westliches Hubei, Jiangxi, südliches Ningxia, östliches Qinghai, südliches Shaanxi, Shanxi, Sichuan sowie nordwestliches Yunnan weitverbreitet.[7][5]
- Rote Heckenkirsche (Lonicera xylosteum L.): Sie ist in Eurasien weitverbreitet.
- Lonicera yunnanensis Franch. (Syn.: Lonicera ciliosissima C.Y.Wu ex P.S.Hsu & H.J.Wang, Lonicera mairei H.Lév., Lonicera yunnanensis var. linearifolia C.Y.Wu ex X.W.Li, Lonicera yunnanensis var. tenuis Rehder): Sie gedeiht in Höhenlagen von 1700 bis 3000 Metern nur in den chinesischen Provinzen südwestliches Sichuan sowie nordwestliches Yunnan.[5]

## Nutzung

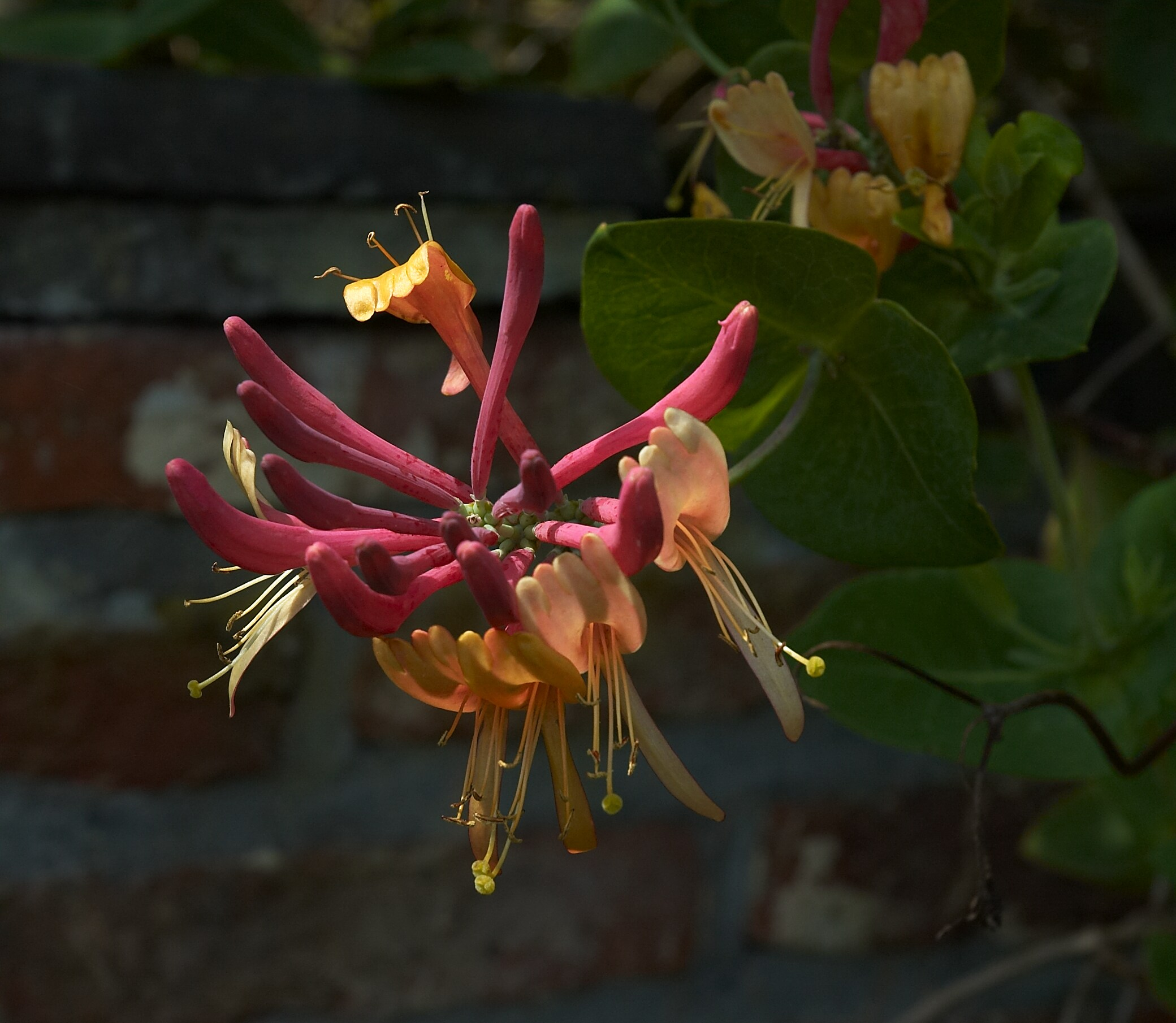
Lonicera ×heckrottii

Einige Arten und Sorten werden als Zierpflanzen in Parks und Gärten verwendet.
Häufig angepflanzte Arten und Hybriden sind:
- Immergrünes Geißblatt (Lonicera acuminata Wall.)
- Lonicera ciliosa (Pursh) Poir. ex DC. (orangeblühende Liane)
- Maibeere (Lonicera caerulea var. kamtschatica Sevast., Syn.: Lonicera kamtschatica (Sevast.) Pojark.)
- Winter-Heckenkirsche (Lonicera fragrantissima Lindl. & Paxton): Sie ist in China beheimatet. (weißblühender, sommergrüner Strauch)
- Lonicera ×heckrottii Osborn (kompakt wachsende Liane)
- Immergrüne Kriech-Heckenkirsche (Lonicera ligustrina var. pileata (Oliv.) Franchet, Syn.: Lonicera pileata Oliv.) (niedriger immergrüner Strauch)
- Heckenmyrte (Lonicera ligustrina var. yunnanensis (Franch.) P.S.Hsu & H.J.Wang, Syn.: Lonicera nitida E.H.Wilson)
- Goldgeißblatt (Lonicera ×tellmanniana Magyar ex H.L.Späth) (üppig gelborangeblühend, kompakt wachsende Kletterpflanze)